# Haricot
Phaseolus vulgaris
Pour les articles ayant des titres homophones, voir ARICO et Arricau.
Pour les articles homonymes, voir haricot (homonymie).
Vous lisez un « bon article » labellisé en 2008.
Espèce
Classification phylogénétique
Statut de conservation UICN

 LC  : Préoccupation mineure
Le haricot, ou haricot commun (Phaseolus vulgaris L.), est une espèce de plantes à fleurs annuelles de la famille des Fabaceae (Légumineuses, Papilionacées), du genre Phaseolus, couramment cultivée comme légume. On en consomme soit le fruit (la gousse, dans les haricots verts ou mange-tout), soit les graines, riches en protéines. Le terme haricot s'applique à l'ensemble des parties consommées (gousse ou grain).
La plante sauvage de P. vulgaris est originaire de Mésoamérique. Précédemment on croyait qu’elle avait été domestiquée séparément en Mésoamérique et dans la région sud des Andes, ce qui aurait donné deux patrimoines génétiques principaux. Cependant, des analyses génétiques récentes montrent qu’elle a d’abord été domestiquée en Mésoamérique et qu’elle s’est dispersée ensuite vers le sud, probablement avec la courge et le maïs.
Le haricot commun joue, tout comme les haricots du genre Vigna originaires d'Afrique et d'Asie, un rôle important dans l'alimentation humaine comme source d'amidon (féculent), de protéines et dans la fixation biologique de l'azote.
Cette plante fait l'objet de culture vivrière dans certaines régions d'Afrique et d'Amérique latine, tandis que dans les pays développés, à côté d'une production limitée dans les jardins familiaux, s'est développée une culture en plein champ, produisant soit des haricots secs pour la conserverie, soit des haricots en gousses : haricots verts, haricots beurre, haricots demi-secs à écosser. Les haricots verts, dont la consommation s'est développée depuis le début du XXe siècle, correspondent mieux à la recherche d'une alimentation plus légère.
Comme les autres légumineuses, les haricots contiennent des lectines potentiellement toxiques mais détruites par la chaleur : la phasine du haricot est cependant relativement résistante à la chaleur. Les haricots secs ne pouvant être consommés que cuits ne posent généralement pas de problème mais il convient de cuire suffisamment les haricots consommés en gousses.
Haricots secs comme haricots verts peuvent être soit nains (la forme privilégiée en grande culture), soit à rames donc grimpants avec nécessité de tuteurs.

## Taxonomie
Le Haricot commun appartient au genre Phaseolus, section Phaseolus.

### Synonymie
La première description botanique du Haricot commun, sous le nom de Smilax hortensis, est due aux botanistes Tragus et Fuchs en 1542.
Dans Species plantarum (1753), Linné classe les haricots connus à son époque sous les genres Phaseolus et Dolichos. Il répertorie 11 espèces de Phaseolus dont 6 espèces cultivées et 5 espèces sauvages. Après diverses révisions taxonomiques, The Plant List a conservé trois noms d'espèce de Linné : 1) P. vulgaris, le haricot commun, 2) Phaseolus coccineus, le haricot d'Espagne, 3) Phaseolus lunatus, le haricot de Lima. Les autres binômes sont traités comme non acceptés, non résolus ou reclassés dans les genres Vigna ou Glycine. Actuellement, les haricots d'origine asiatique du genre Phaseolus ont été transférés au genre Vigna, si bien que l'adoption d'une conception restrictive du genre Phaseolus en fait un genre homogène et exclusivement américain.

### Variétés

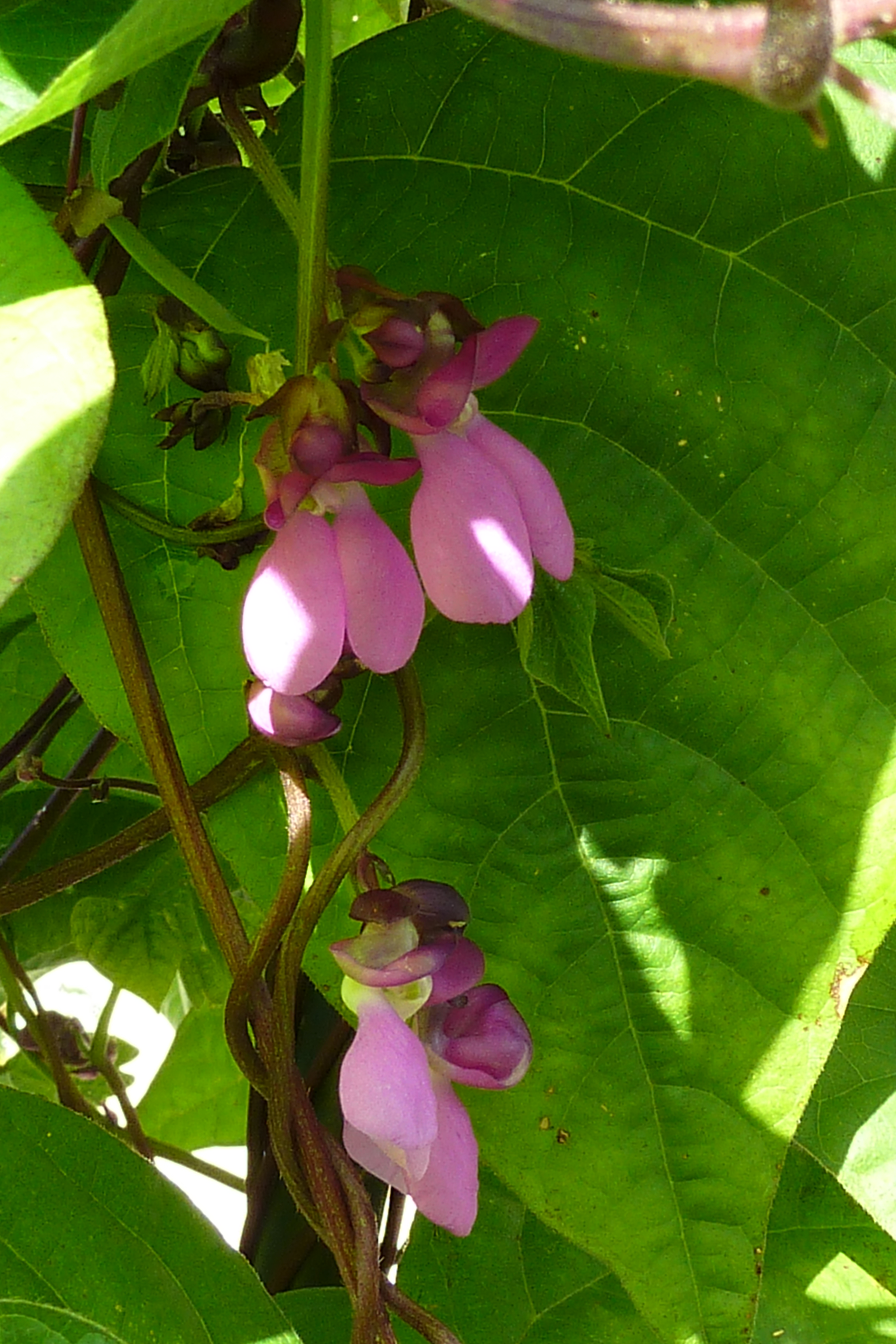
Fleurs de haricot commun.

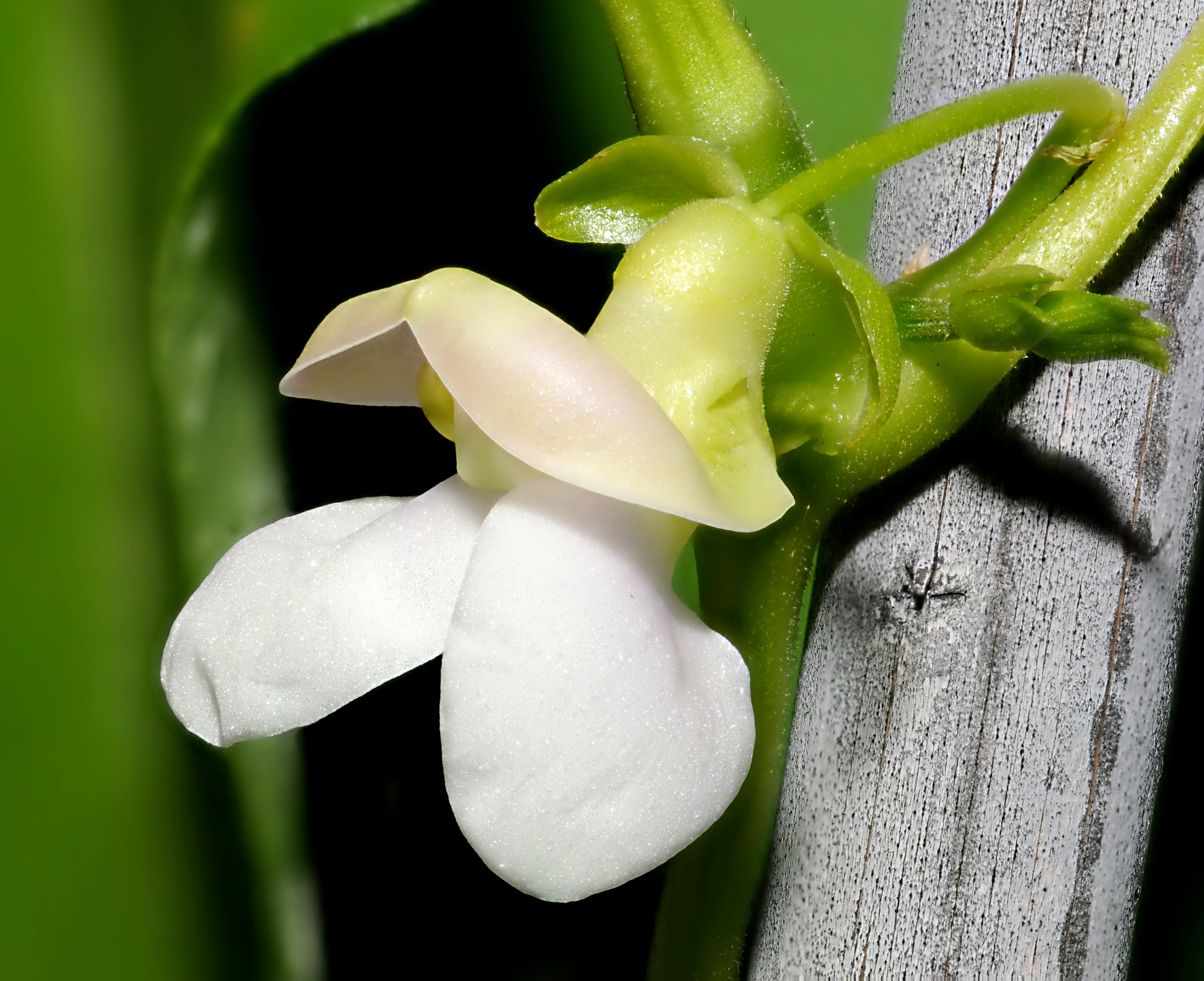
Fleur en gros plan.

- Phaseolus vulgaris var. aborigineus (Burkart) Baudet. Cette variété a été décrite d'abord comme une espèce distincte par le botaniste argentin Burkart en 1952 sous le nom de Phaseolus aborigineus Burkart[3].
- Phaseolus vulgaris var. vulgaris L.

Ces deux variétés correspondent à deux écotypes, qui sont liés aux groupes méso-américain (vulgaris) et andin (aborigineus), difficiles à inter-croiser. Ce début de spéciation est le signe qu'ils ont été domestiqués anciennement. La variété aborigineus se distingue notamment par des grains plus gros.
Il existe également de nombreux cultivars obtenus par croisements ou sélections horticoles, qu'il ne faut pas confondre avec les variétés spontanées.

### Génome
Comme pour la plupart des espèces du genre, le génome du haricot comprend 11 paires de chromosomes (2n=22). Avec 625 Mpb par génome haploïde, c'est le plus petit de la famille des légumineuses.

## Description

### Appareil végétatif

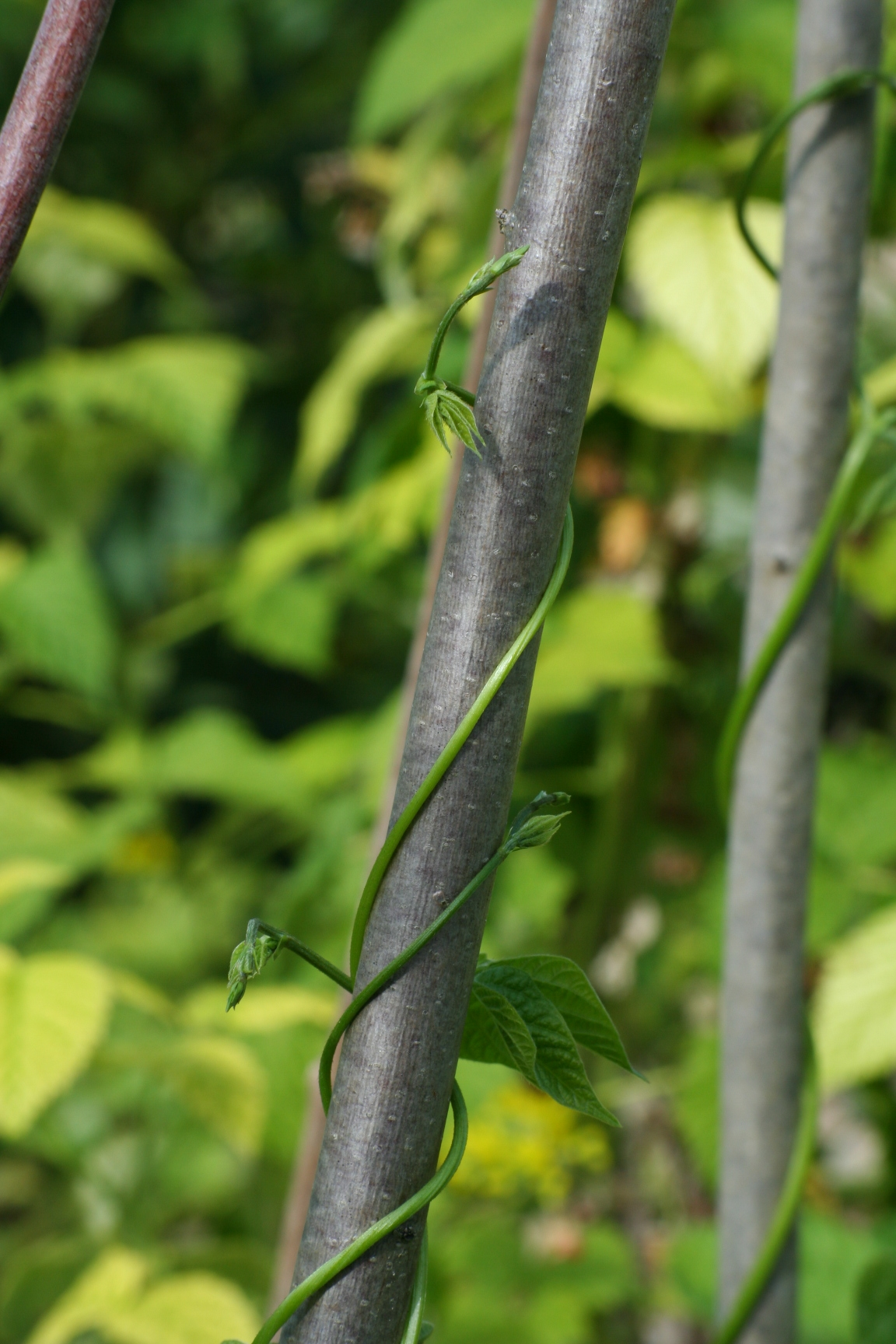
Tige volubile.

Le haricot est une plante herbacée annuelle, qui peut prendre plusieurs types de port selon les variétés. On distingue deux grands groupes, les haricots grimpants (dits haricots à rames), au port volubile, qui sont proches du type original, et les haricots nains à port érigé et plus ramifié. Le port de la plante est principalement déterminé par son génome, mais les conditions écologiques aux différents stades phénologiques peuvent l'influencer. Ainsi, une température chaude (30 °C) au stade de la première feuille trifoliolée déclenche toujours le port volubile. On peut également obtenir des plantes à port intermédiaire.
Le Haricot a une racine principale non dominante qui est très rapidement complétée de racines latérales. Les racines peuvent atteindre un mètre de profondeur si le sol s'y prête. Elles sont le siège du phénomène de « nodulation », les nodules étant des excroissances provoquées par l'infestation par des bactéries du genre Rhizobium. Ces bactéries vivent en symbiose avec la plante : elles reçoivent par la sève des hydrates de carbone et lui fournissent de l'ammonium synthétisé à partir de l'azote atmosphérique. Les principales espèces nodulant le haricot sont Rhizobium etli et Rhizobium phaseoli. Les conditions optimales pour le développement des nodosités sont une température de 25 à 30 °C et un pH de 6 à 7. La quantité d'azote fixée peut atteindre 200 kg à l'hectare[Pas dans la source].
Les tiges grimpantes sont peu ramifiées et s'enroulent autour de leur support dans le sens inverse des aiguilles d'une montre (tiges volubiles « sinistrorses »). Elles peuvent atteindre deux à trois mètres de haut. Les types nains sont plus ramifiés, prenant un port buissonnant ou dressé, de 40 à 60 cm de haut. Ils se prêtent mieux à la mécanisation des cultures.[réf. nécessaire]
Les feuilles adultes sont pétiolées, alternes et composées trifoliées, de couleur verte ou pourpre. Les folioles ont une forme ovale-acuminée, presque losangée et mesurent de 6 à 15 cm de long sur 3 à 11 cm de large. Les pétioles, renflés à la base (coussinet foliaire ou pulvinus) sont munis de stipules, et de petites stipules ou stipelles se trouvent à la base des pétiolules supportant les folioles. Les deux feuilles primordiales qui apparaissent immédiatement au-dessus des cotylédons sont entières et opposées.

### Appareil reproducteur

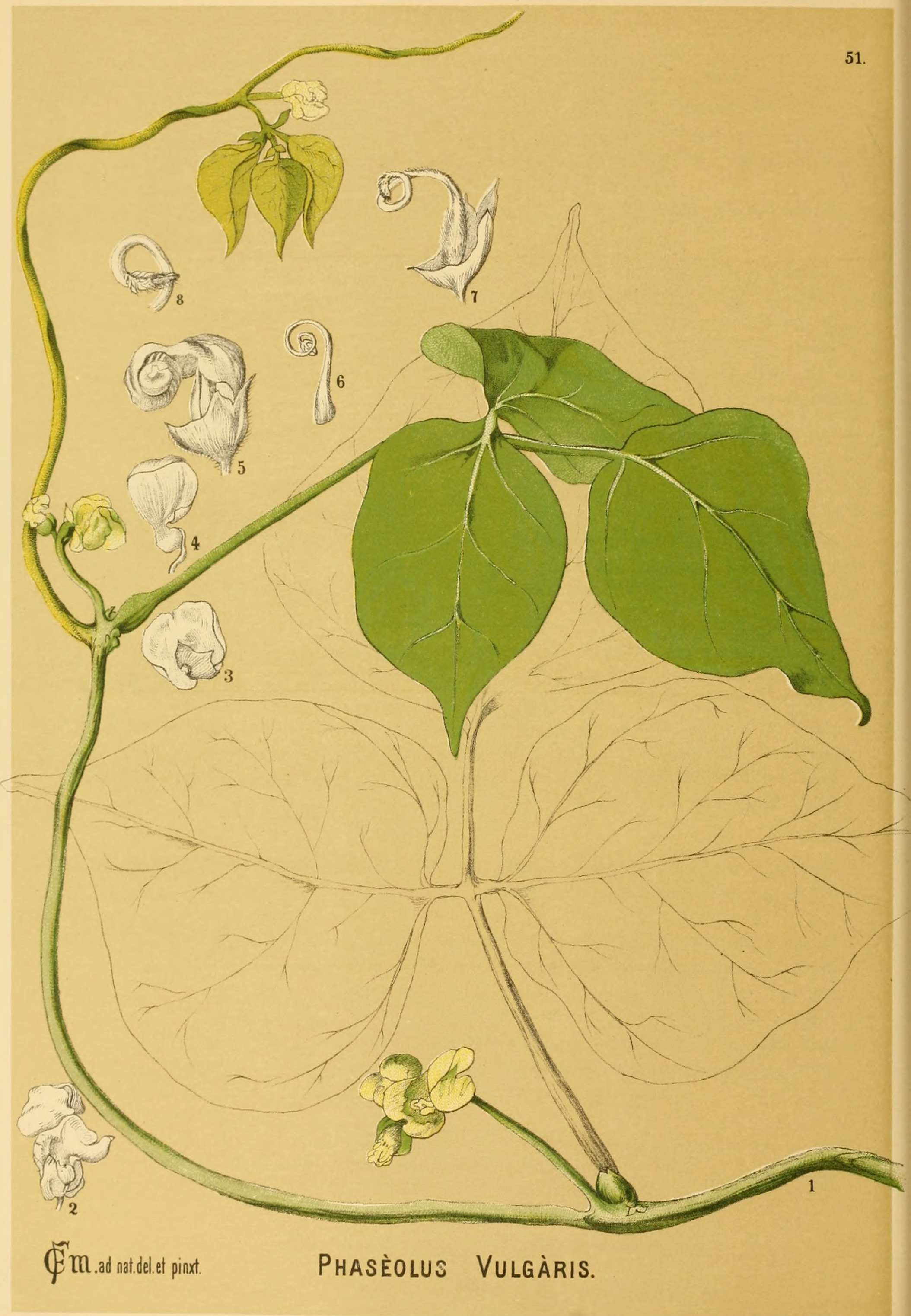
Planche botanique de 1887 détaillant les organes reproducteurs.

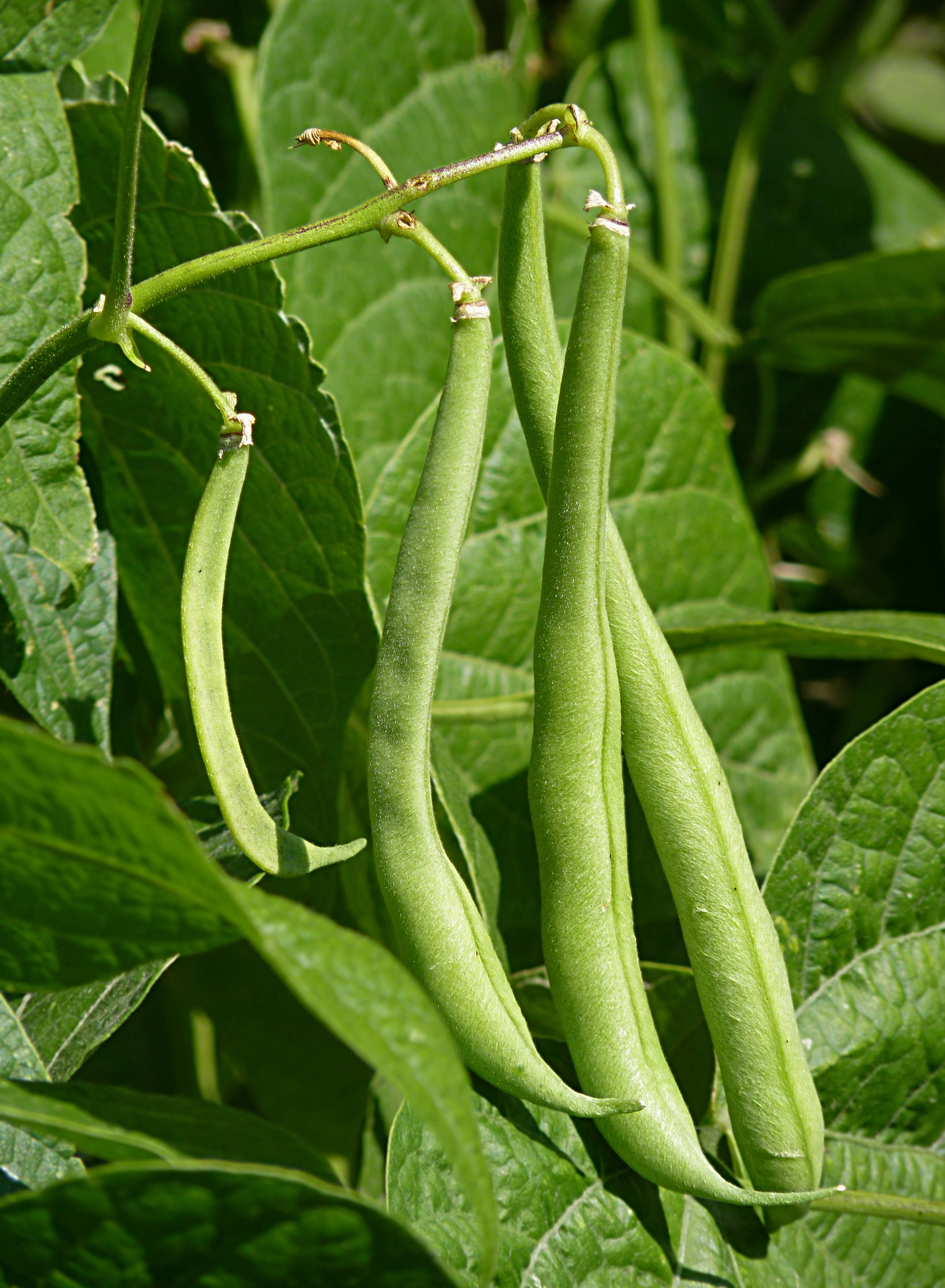
Gousses de haricot vert.

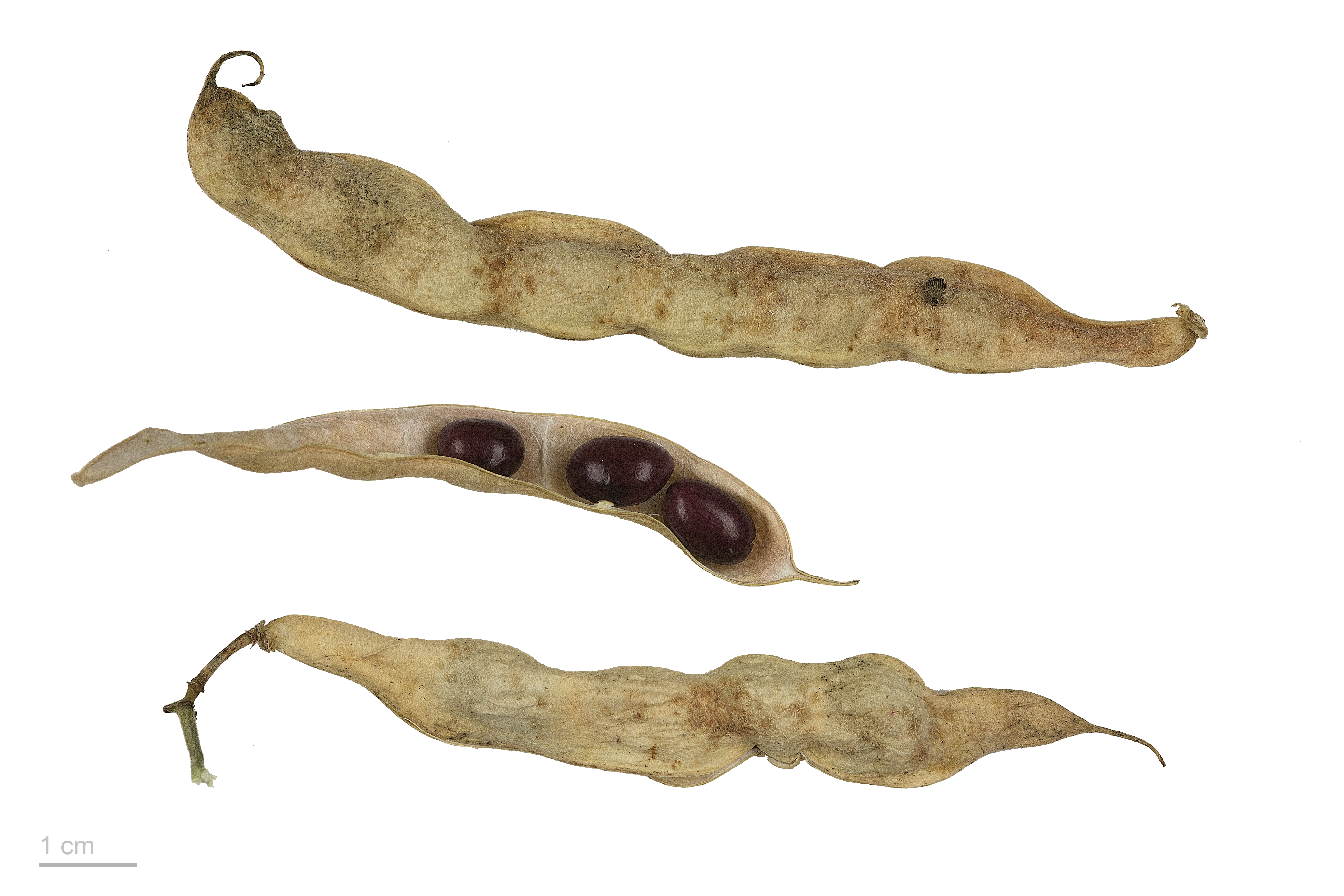
Fruits et graines à maturité.

Structure de la graine.

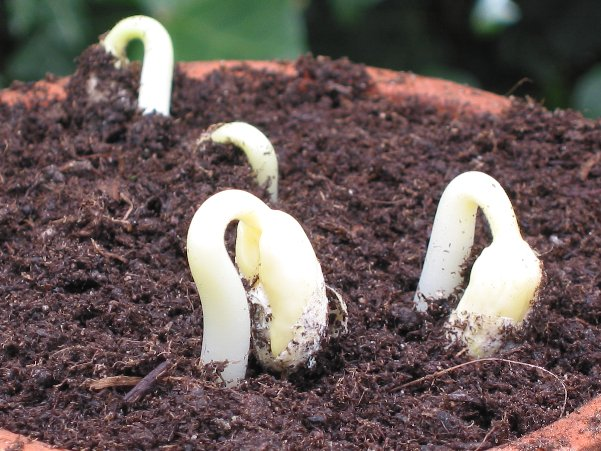
Germination du haricot.

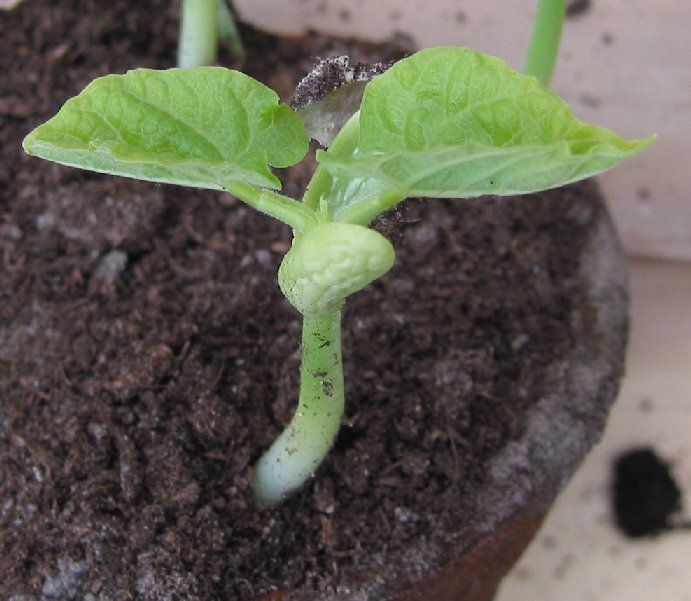
Stade deux feuilles.

Les fleurs sont groupées en grappes déterminées (racèmes) de 4 à 10 fleurs, naissant à l'aisselle des feuilles.
Ce sont des fleurs hermaphrodites, zygomorphes, au calice formé de cinq sépales soudés présentant cinq dents regroupées en deux lèvres, à la corolle caractéristique dite « papilionacée », formée de cinq pétales inégaux et très différenciés : l'étendard est le pétale postérieur très développé et redressé, les ailes sont les deux pétales latéraux extérieurs, et la carène est formée des deux pétales inférieurs, partiellement soudés et recouverts par les ailes. La couleur des pétales varie du blanc verdâtre au carmin.
Les étamines, au nombre de dix, sont dites diadelphes, c'est-à-dire organisées en deux groupes : neuf d'entre elles sont soudées par le filet, la dixième étant libre.
L'ovaire, supère, est formé d'un seul carpelle à placentation pariétale. Les ovules sont fixés sur la suture ventrale.
Les fleurs étant fermées (cléistogamie), la fécondation est principalement autogame. Ce caractère facilite la sélection de lignées pures et le maintien de variétés stables.
Les fruits sont des gousses déhiscentes, appelées également « cosses », de forme et de longueur variable. En particulier leur section peut être cylindrique, ovale ou aplatie (haricots plats). Chez certaines variétés se développent des structures fibreuses qui forment à un stade de maturité plus ou moins avancé le « fil » et le « parchemin ». Les variétés à parchemin ne peuvent être consommées qu'en grain, ou en haricots verts à condition de récolter les gousses très jeunes (haricots « filets »). Celles dépourvues de parchemin sont dites « mangetout » et produisent des haricots verts consommables à un stade de maturité plus avancé correspondant au début de la formation des graines.
Chaque gousse contient 4 à 8 graines de taille, forme et couleur variable. La forme la plus commune est dite « réniforme », typique des haricots, mais on peut rencontrer des grains plus sphériques (d'où les appellations locales de « pois » données à certaines variétés). Les graines sont plus ou moins grosses, les plus grosses ayant été sélectionnées dans les variétés à écosser. Chez les variétés cultivées, on compte de 14 à 80 graines pour 100 g et 730 à 850 graines par litre. La couleur des graines va du blanc au noir en passant par le rouge et les couleurs panachées. Les flageolets se distinguent par leur couleur verte. Ce sont des graines exalbuminées, c'est-à-dire sans albumen, qui contiennent un embryon à deux cotylédons volumineux dans lesquels s'accumulent les réserves nécessaires à la croissance future de la plantule avant que le relais soit pris par les premières feuilles chlorophylliennes.
Les graines peuvent garder leur faculté germinative de 3 à 5 ans. La germination des haricots est dite « épigée ». Tandis que la radicule s'enfonce dans le sol, la croissance de l'hypocotyle entraîne les cotylédons qui se déploient hors du sol. De ce fait la plante apprécie les sols légers qui favorisent une bonne levée. Les cotylédons ne sont jamais chlorophylliens et gardent leur couleur blanche, sauf dans des variétés de flageolets verts.

## Origine et diffusion du haricot

Aire de domestication du haricot commun
1 - centre mésoaméricain
2 - centre andin

La domestication du haricot commun serait intervenue dans deux centres distincts, d'une part en Amérique centrale (variété vulgaris) et d'autre part en Amérique du Sud dans la région andine (variété aborigineus). Les variétés méso-américaines se distinguent de celles des Andes, notamment par la taille des grains qui sont plus gros chez ces dernières.
Sa première apparition dans des sites archéologiques est datée de 7 000 ans av. J.-C. au Pérou, de 4 000 ans av. J.-C. au Tamaulipas (nord-est du Mexique) et de 3 000 ans av. J.-C. à Tehuacán (sud-est de Mexico).
Le centre mésoaméricain, zone où la quasi-totalité des espèces de haricots ont été retrouvées à l'état sauvage, semble le centre principal de diffusion des haricots et le centre où s'est formé le complexe haricot-maïs-courge (les « trois sœurs » des peuples amérindiens), qui s'est ensuite diffusé vers le Nord,.
La première introduction du haricot en Europe serait due à Christophe Colomb qui le découvrit à Nuevitas (Cuba) lors de son premier voyage en octobre 1492,. Par la suite d'autres explorateurs le découvrirent en divers points d'Amérique du Nord et du Sud. La diffusion de la plante en Europe se serait faite par le Vatican, lorsqu'en 1528 le pape Clément VII le fait cultiver sur ses terres. Selon une légende, Catherine de Médicis l'aurait introduite en France à l'occasion de son mariage avec le roi Henri II en 1533,, cependant le haricot se cultivait déjà en France avant son arrivée (voir mythe italien dans la cuisine française). En français le mot haricot n'est cependant attesté qu'à partir de 1640, le mot utilisé auparavant pour le désigner étant fazéol, d'où vient le mot fayot. Dès le XVIe siècle, des navigateurs portugais l'ont introduit en Afrique et en Asie.
Facile à cultiver et produisant des graines de bonne taille et de longue conservation, le haricot a connu rapidement un grand succès en Europe, où il s'est diversifié en d'innombrables variétés locales, se substituant partiellement ou totalement à d'autres légumineuses anciennes (pois chiches, lentilles, dolique mongette). Il s'est également bien implanté en Afrique orientale, notamment dans la région des Grands Lacs (Kenya, Ouganda, Tanzanie) où il retrouvait des conditions écologiques proches de celles des montagnes andines. Cette région est aussi devenue un centre de diversification et le haricot y est encore de nos jours un aliment de base des populations rurales. La plante ne s'est par contre pas imposée en Asie tropicale, face à des légumineuses mieux adaptées au climat telles le haricot mungo et le lablab (appelé « pois antaque » à la Réunion).
L'origine américaine du haricot est peu à peu oubliée pour n'être redécouverte qu'au début du XXe siècle par Jean-Henri Fabre, celui-ci ayant remarqué que les ravageurs attaquant les autres légumineuses n'attaquent pas le haricot tandis que les ravageurs introduits d'Amérique attaquent le haricot mais pas les autres légumineuses.

## Divers noms du haricot

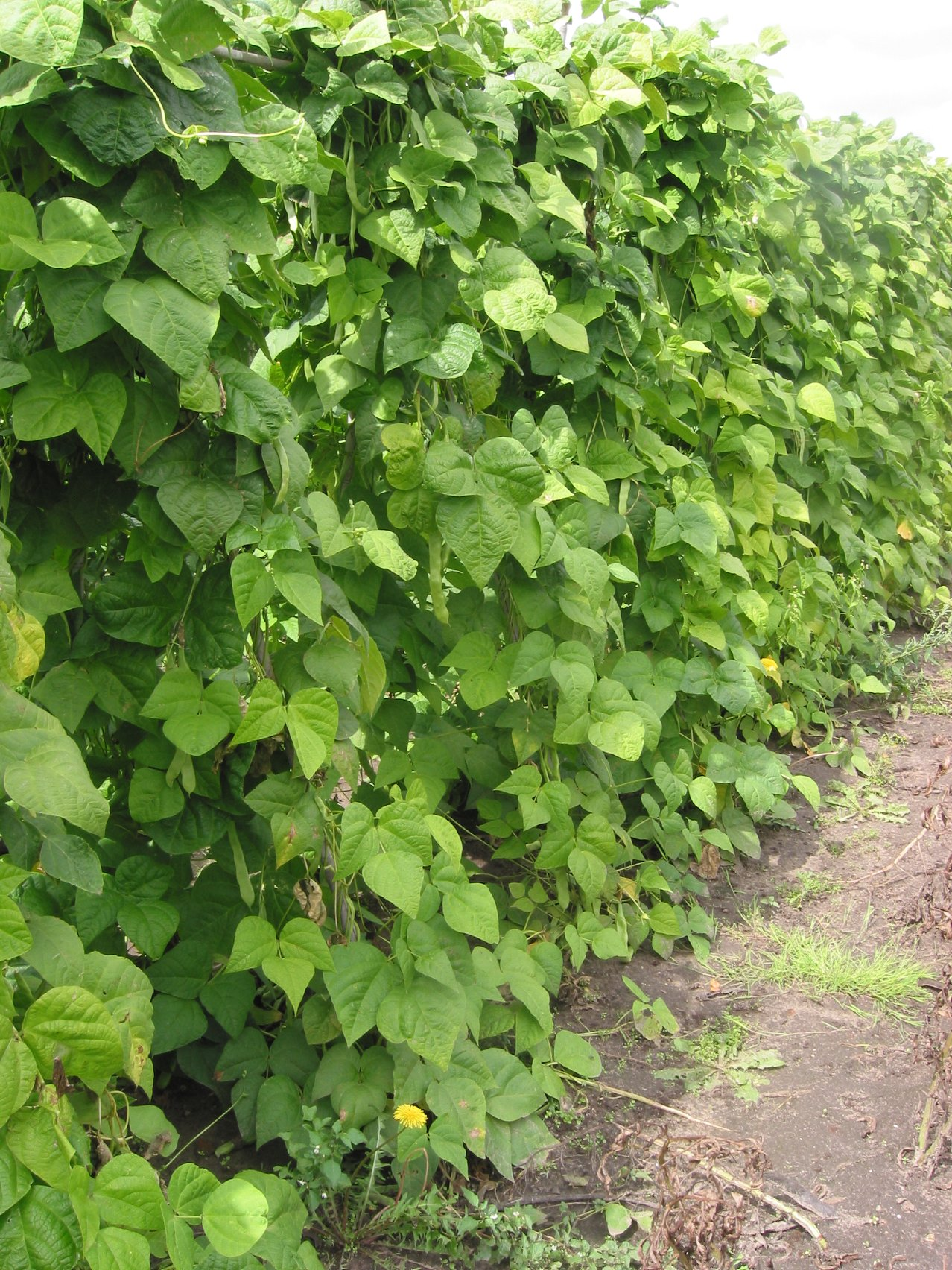
Plant de.

Le nom de haricot était « ayacotl » en nahuatl, la langue des Aztèques et « purutu » en quechua, la langue des Incas. Pour sa part, Jacques Cartier rapporte que les Iroquoiens du Saint-Laurent le nommaient Sahé.

### En français
L'Europe connaissait la dolique ou dolique mongette dont le nom grec était Phaseolus. Le haricot lui doit son nom savant Phaseolus, son nom régional de mongette ou mogette et son nom familier de fayot. Dès 1585, Castor Durante, médecin et botaniste italien, écrit araco pour des haricots. Ce nom italien araco, qui n'est plus usité, est à rapprocher du aracos cité par Pline l'Ancien, et du arachos cité par Théophraste, et désignait probablement une autre légumineuse européenne, vesce ou gesse, connue, cultivée et cuisinée bien avant l'arrivée du haricot en Europe. D'ailleurs, à la fin du XVIIe siècle, le botaniste Joseph Pitton de Tournefort l'associe à une graine ronde anciennement cultivée en Italie nommée arocatus[Pas dans la source].
Les divers noms du haricot seraient donc des dérivés de ceux de légumineuses européennes ancestrales.
François Rabelais nous en parle au milieu du XVIe siècle, quand Panurge accuse le fazéolz de rendre le carême encore plus déplaisant.
Le nom de haricot apparaît au XVIIe siècle, d'abord sous la forme fève de haricot  par Figuier en 1628, puis haricot en 1640 par César Oudin dans son livre curiosités françaises, nom qui va lui rester. En 1689, de Blégny le nomme aricot, Antoine Furetière dans le dictionnaire de 1690 haricot, mais il fut cependant longtemps appelé fève de haricot ou féverole.
De nombreux auteurs soutiennent que haricot serait une adaptation phonétique du nom en aztèque ayacotl. C'est José-Maria de Heredia qui le premier affirme avoir découvert le nom en aztèque ayacotl dans un ouvrage d'histoire naturelle du XVIe siècle, le De historia plantarum novi orbis de Hernandez. Mais selon l'équipe de lexicographes autour d'Alain Rey, cette forme est totalement imaginaire.
Le traité du Jardinier François de 1654 le nomme fève de Caliccot ce qui a donné dans les départements de la Somme, de l'Oise, de l'Eure et de l'Yonne caliquot, caricotte, galligote et aricotte.
L'araco italien serait devenu alicot dans la Vendée, arico dans l'Yonne, aricaou et oricaou dans la Creuse et la Corrèze et divers aricou, aricotte, hariké et aricoy dans la Somme, l'Yonne, l'Oise et le Nord. 
Dans son Théâtre d’agriculture et mesnage des champs, en 1600, Olivier de Serres le nomme faziols. Le phaseolus grec puis latin s'est transformé en fajou à Nice, fiajole à Lyon, fayola dans le Dauphiné, fazor à Briançon, fajoula dans l'Ain, fayou dans les Hautes-Alpes et le Var. C'est le fayoul ou fayol provençal, qui devient dans la marine fayol puis fayau ou fayot. En Picardie, il a été nommé fajole, d'où a dérivé flageolet.
Le haricot est nommé mougette en 1731, mogette en 1762, puis l'abbé Rozier en 1784 décrit sous le nom de mongette plusieurs variétés, le haricot blanc commun, le haricot blanc hâtif et le haricot rond. Le nom local de la dolique mongette a été appliqué au haricot donnant les nombreux dérivés de mongette : mogette ou mongette en Saintonge, mojhète en Poitou (plus le nord et l'est de la Charente), mandzéto dans la Haute-Vienne, mondjéta dans les Pyrénées, mounjou dans la Haute-Garonne, mountso dans le Tarn, et mounzétou dans le Lot.
Les haricots ont été appelés aussi « pois », « fayots » ou encore « fèves ». Ce dernier terme est resté vivace dans le français du Québec où les « fèves au lard », les « fèves de chantier », se préparent en réalité avec des haricots. Cette confusion entre fève et haricot pourrait venir de l'influence de l'anglais bean ou au fait que le haricot fut importé en France et confondu avec la fève qui désigne aussi la fève (broad bean). Dans le créole des Antilles, le haricot s'écrit pwa.

### Dans les autres langues
Le nom grec φάσηλος / phásêlos, « fève », puis latin faseolus, est à l'origine du nom du haricot dans les autres langues romanes : italien fagiolo, espagnol frijol, portugais feijão, catalan fesol, roumain fasole, dans les langues slaves : russe fasolya, polonais fasola zwykła, ainsi qu'en albanais fasule et en turc fasulye. « Haricots » se dit en grec moderne φασολάκια / phasolákia, φασόλι / phasóli.
En espagnol, les termes alubia et judia dérivent de l'arabe loubia, qui désignait à l'origine la dolique mongette (genre Vigna) et qui a été transposé au haricot lorsque celui-ci s'est substitué à la précédente. Le terme habichuela, quant à lui,
dérive de haba qui désigne la fève. Poroto, en espagnol du Chili, vient quant à lui directement du purutu Quechua.
En catalan et en occitan, le terme mongeta s'est imposé. En Poitevin, on a moujhette.
En langue bretonne, le nom fav issu du moyen breton faff emprunté au latin faba, est utilisé pour le haricot comme pour les fèves Vicia faba. Afin de les différencier on précise quelquefois l'aspect : fav-glas (haricot vert), fav-sec'h (haricot sec), fav-munut (fèves minuscules= féveroles) ; l'usage : fav-marc'h (fèves cheval=fèves pour l'alimentation animale) ; ou la provenance : fav-brezil (fèves du Brésil=haricot), fav-gall (fèves françaises=fèves),.
Dans les langues germaniques, les noms du haricot dérivent d'un terme germanique ancien, bauna, désignant à l'origine une sorte de fève : allemand Bohne, anglais bean, néerlandais boon, norvégien Hagebønne, suédois böna… Bean en anglais et Bohne en allemand sont des termes génériques désignant toute légumineuse à graine allongée, un qualificatif est généralement nécessaire pour préciser le haricot : kidney bean, Gartenbohne…
Au Japon, le haricot commun est appelé Ingen mame, ou Sasage dans la région du Tōhoku (dans le nord-est du pays). Cependant les « haricots rouges » très employés dans la gastronomie japonaise sont des haricots azukis (genre Vigna).
Au Kenya, on parlera d'ukunde en swahili pour les haricots en général et de dengu pour les lentilles.

## La culture du haricot

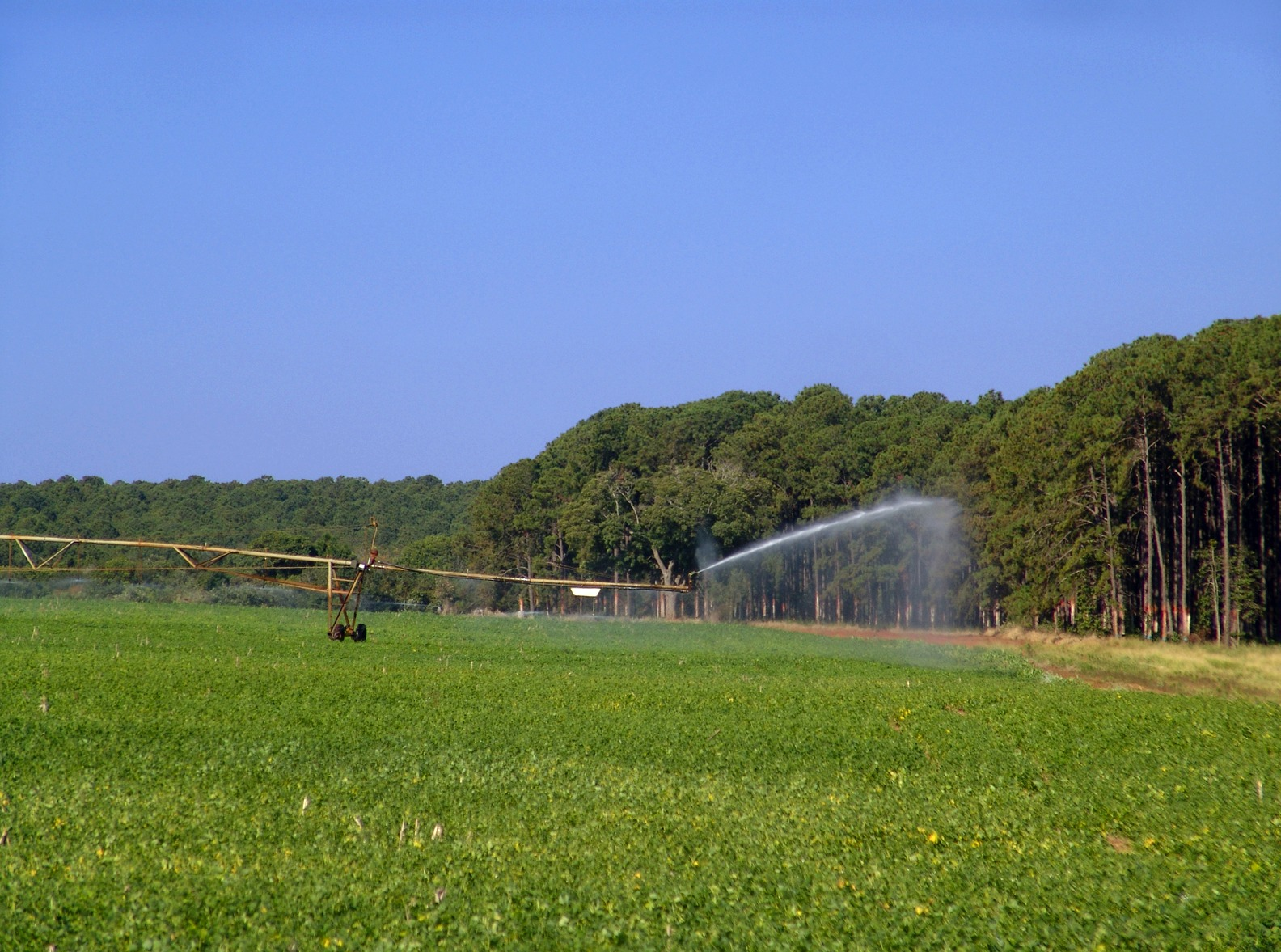
Champ de haricots irrigué au Brésil.

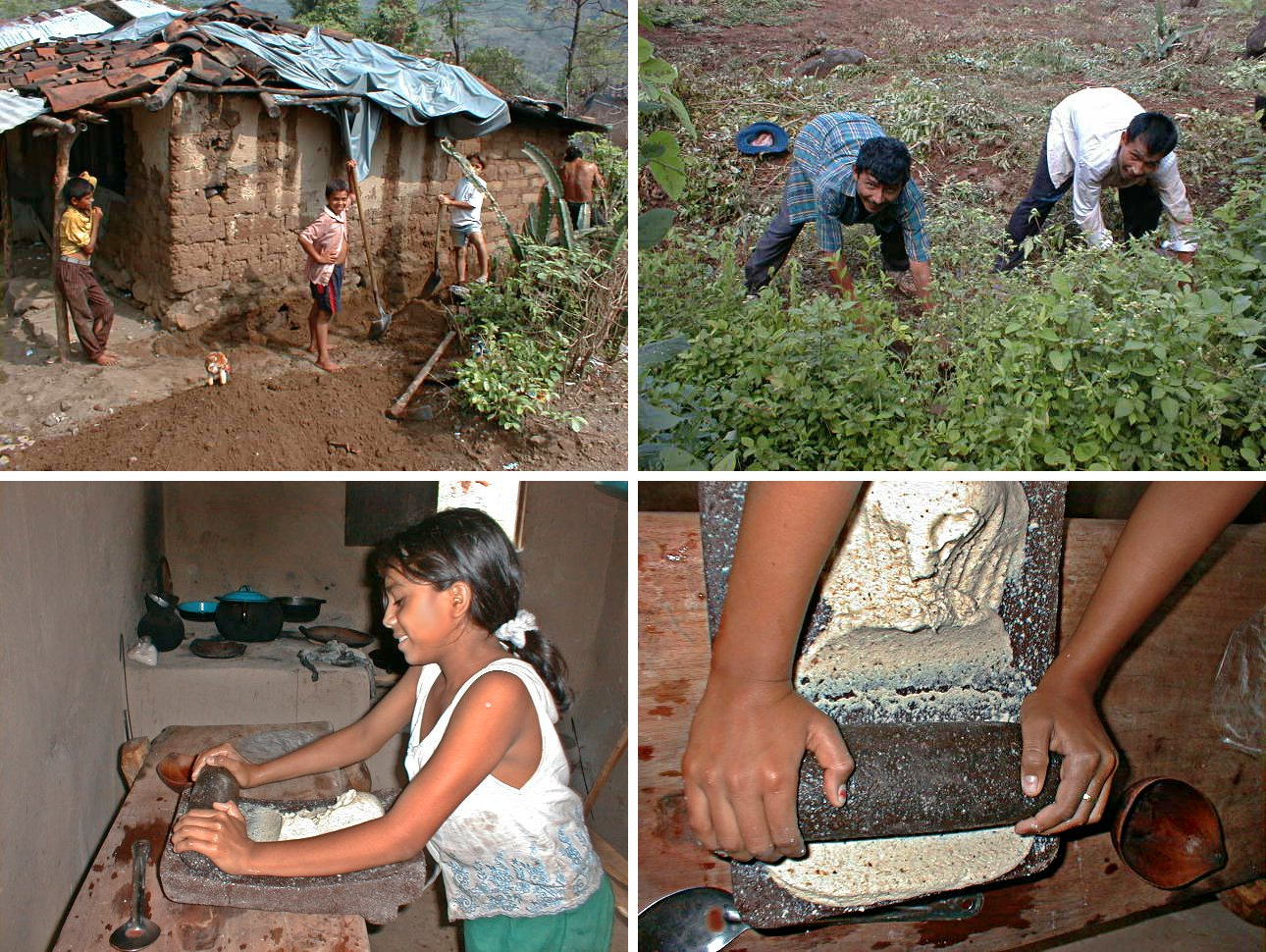
Culture et cuisine traditionnelles des haricots à San Ramon, Choluteca (Honduras).

Souvent présent dans les jardins familiaux, le haricot fait aussi l'objet de spéculation en grande culture. Généralement semé en culture pure dans les pays occidentaux, il fait aussi souvent l'objet de cultures associées, semé en mélanges avec d'autres plantes, ou en cultures intercalaires, dans les pays du Tiers monde. En Amérique latine, environ 70 % des cultures de haricots sont associées au maïs.
Le haricot se multiplie par semis, sur un terrain labouré durant l'hiver et après un passage de motoculteur au printemps.
Comme toutes les légumineuses, le haricot nécessite peu de fertilisation azotée, grâce à la présence de nodosités symbiotiques dans les racines qui permettent l'assimilation de l'azote de l'air. Cependant en fonction des réserves du sol et des précédents, ainsi que des exportations de la culture, fonction du rendement, une fumure adaptée peut être nécessaire, principalement phospho-potassique. Divers essais ont montré qu'une fumure azotée pouvait dans certaines conditions donner des résultats positifs. Le haricot est en outre sensible aux carences en divers oligo-éléments, notamment cuivre, molybdène, manganèse, zinc, et peu tolérant à la salinité.
C'est une plante très sensible au froid ; le feuillage gèle à partir de −1 °C. Il faut attendre pour la semer que la température moyenne atteigne 15 °C, soit vers la mi-mai (dans l'hémisphère nord), classiquement après les « saints de glace » en France moyenne, plus tôt (fin avril) sous climat méditerranéen, plus tard (fin mai) sous climat continental. Les semis peuvent s'échelonner jusqu'à fin juin ou fin juillet voire début août, selon les régions et les variétés, de manière à permettre la récolte avant les premières gelées. Les fortes chaleurs, plus de 32 °C sont préjudiciables au haricot, faisant avorter les fleurs et les gousses.
Suivant un dicton de Côte-d'Or :

« Sème tes haricots à la Sainte-Croix [14 septembre]

Tu en récolteras plus que pour toi ;

Sème les à la Saint-Gengoult [17 janvier]

T'en donnera beaucoup ;

Sème les à la Saint-Didier [23 mai]

Pour un tu en auras des milliers »

Le haricot préfère les sols neutres (pH optimum égal à 6,5), mais s'accommode de sols plus basiques.
Pour une bonne levée, il est nécessaire de ne pas trop enterrer les graines (un proverbe jardinier dit : « le haricot doit voir partir son maître ») et d'éviter les terres trop battantes : en effet, lors de la germination, les cotylédons sont soulevés hors de terre par la croissance de la radicelle.
En culture potagère, le semis, en poquets ou en lignes, se fait souvent avec des grains préalablement trempés. Les semis peuvent commencer dès le mois d’avril dans les régions précoces (Midi et Sud-ouest) et se poursuivent jusqu’en août pour des récoltes qui s’échelonneront de juin à octobre. Il faut semer dans un terrain suffisamment réchauffé, 15 à 18 °C de température au sol. Un grand nombre d'échecs sont dus à des semis trop précoces. Les lignes de semis doivent être espacées de 40 à 50 cm pour les variétés naines et 70 à 80 cm pour les variétés à rames. Après le semis, il est conseillé de biner une première fois puis une seconde 15 jours plus tard en butant les pieds jusqu'au niveau des premières feuilles et en créant une rigole pour l'arrosage. Il peut être utile de pailler.
En culture de plein champ, l'emploi de semoirs pneumatiques monograines est conseillé pour obtenir une levée régulière ; ils permettent en effet de contrôler de manière précise l'espacement des graines et la densité de semis, facteur important du rendement, ainsi que la profondeur d'enfouissement des graines. La grande culture ne cultive que les variétés naines, car le ramage que nécessitent les variétés grimpantes n'est pas facilement mécanisable.
L'arrosage est souvent nécessaire car le cycle de végétation se déroule pendant les périodes les plus chaudes de l'année. Il est préférable de le faire par écoulement direct sur le sol sans toucher les feuilles et les fleurs pour éviter le développement des maladies. En culture de plein champ, l'irrigation par aspersion est cependant pratiquée, de préférence sur des variétés résistantes à l'anthracnose et aux virus.

### Récolte
La récolte se fait, suivant les variétés, à partir de 40 jours pour la récolte en gousses immatures, et deux mois et demi à trois mois après le semis pour la récolte en grains secs.
Pour la récolte en grains secs, il convient d'attendre que les gousses aient jauni mais de récolter avant qu'elles ne soient complètement sèches, pour éviter leur déhiscence et donc la chute de graines au sol. Le taux d'humidité des graines idéal au moment de la récolte se situe à 15-16 %, alors qu'il s'élève à 50 % à leur maturité physiologique.
Traditionnellement, les plants de haricots grains sont arrachés, liés et mis à sécher suspendus sous un hangar avant d'être écossés. Le battage s'est effectué à la gaule en frêne et au fléau puis au rouleau en pierre. Ce battage était suivi d'un vannage pour éliminer les impuretés. Vers 1950 sont apparues les batteuses mécaniques.
Depuis les années 1970, la récolte en gousse des haricots mangetout a également été mécanisée grâce à la mise au point de « récolteuses de haricots mangetout » tractées (latérales) ou automotrices (frontales). Ces machines se composent d'un peigne rotatif ou d'un tambour cueilleur qui travaille de bas en haut. les parties recueillies sont envoyés dans un système de nettoyage qui sépare les gousses des feuilles et autres déchets.
Chez les Amérindiens, il était traditionnellement cultivé en compagnie du maïs et de la courge (on nomme cette association les Trois sœurs, le premier servant de tuteur au haricot et la courge de couvre-sol, tandis que les nodosités des racines du haricot fixent l'azote de l'air, faisant profiter les trois plantes de cette fertilisation). Le haricot est également réputé être répulsif pour le doryphore.

### Les ennemis du haricot
Les cultures de haricots sont sujettes à de nombreuses attaques de ravageurs et maladies qui peuvent entraîner d'importants dégâts en l'absence de moyens de lutte appropriés. On estime ainsi qu'en Afrique tropicale plus de 50 % de la production est perdue chaque année.

#### Ravageurs

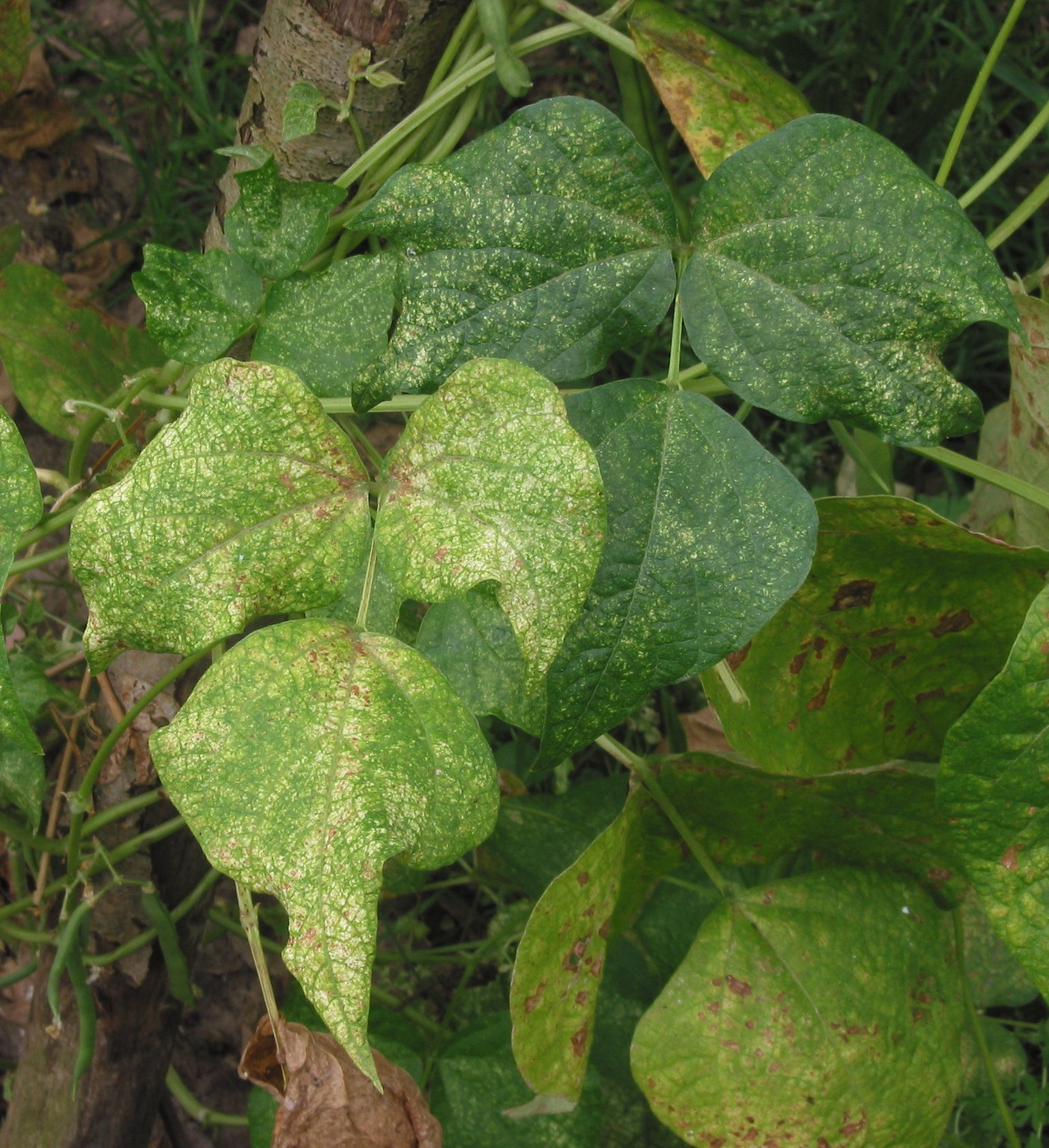
Plant de haricot attaqué par le tétranyque tisserand (Tetranychus urticae).

De très nombreux ravageurs sont susceptibles de s'attaquer aux cultures de haricots ainsi qu'aux graines entreposées, notamment des gastéropodes, des insectes, acariens et nématodes.

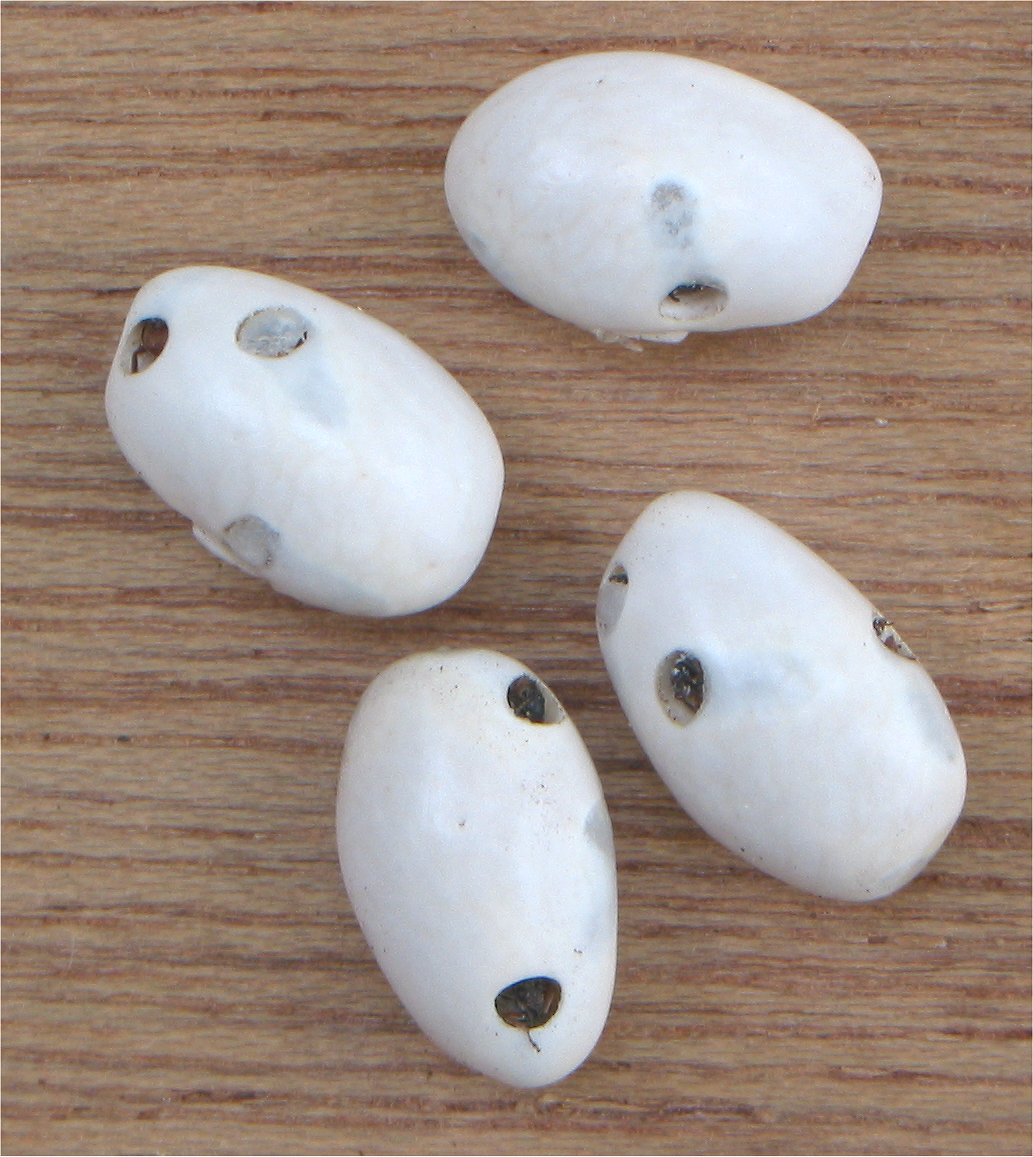
Graines de haricots parasitées par la bruche.

Les escargots et les limaces peuvent détruire complètement les plantules.
Le tétranyque tisserand, ou acarien jaune commun (Tetranychus urticae), attaque le feuillage les années sèches, provoquant sa décoloration et l'apparition de taches blanchâtres.
La mouche des semis (Delia platura), qui s'attaque à diverses plantes potagères et céréales, cause des dégâts sur les plantules par ses larves qui rongent cotylédons et bourgeon terminal, provoquant l'atrophie et la mort des plantes. La lutte nécessite le traitement des semences et du sol par divers insecticides.
Le puceron des racines (Triphidaphis phaseoli) affaiblit les plants de haricots et d'autres plantes potagères.
La bruche du haricot (Acanthoscelides obtectus Say) est un petit insecte coléoptère dont la larve, qui vit à l'intérieur des graines de haricot entreposées, pouvant provoquer des dégâts importants, lui est spécifique. Cet insecte a besoin d'une température supérieure à 14 °C pour se développer. S'il rencontre des conditions favorables, jusqu'à quatre générations peuvent se suivre dans un stock de graines et plusieurs larves peuvent occuper simultanément le même haricot. La lutte contre ce ravageur nécessite des traitements insecticides tant sur les cultures destinées à la récolte de graines, que sur les graines stockées, par fumigations sous vide.

#### Maladies
De nombreuses maladies cryptogamiques, bactériennes ou virales sont susceptibles d'affecter les cultures de haricots.
L'anthracnose du haricot, due à un champignon filamenteux, Colletotrichum lindemuthianum, provoque des nécroses, sous forme de taches noires sur les feuilles, qui peuvent s'étendre sur les tiges et les gousses. Des variétés résistantes ont été sélectionnées.
La graisse du haricot, due à des bactéries dont Pseudomonas syringae pv phaseolicola et Xanthomonas campestris pv phaseoli, se traduit par l'apparition de taches huileuses de couleur jaune-orangé sur les feuilles, les gousses et les graines. Puis des nécroses apparaissent sur les feuilles et sur les gousses. La prévention passe par l'utilisation de semences certifiées saines. Afin d'être assuré de produire des semences non contaminées, deux zones dites « hors graisse » ont été définies en France par arrêté ministériel. Des règles très strictes y sont mises en œuvre : prélèvement et analyses d'échantillons, visites collectives de surveillance dans les champs de production, destructions rapides et systématique des parcelles infectées, système d'assurance permettant de dédommager les agriculteurs-multiplicateurs concernés.
La fonte des semis est imputable à divers champignons. La rouille du haricot est due à Uromyces appendiculatus, la pourriture grise à Botrytis cinerea, la sclérotiniose ou pourriture blanche à Sclerotina sclerotiorum et la maladie du pied du haricot à Fusarium phaseoli. L'oïdium américain du haricot, dû à Erysiphe polygoni, est cantonné aux régions chaudes du nouveau Monde.
La mosaïque commune du haricot, due à un virus, est transmise par les semences et par les pucerons. Elle provoque l'apparition sur les feuilles de cloques, plus ou moins décolorées, présentant un aspect de mosaïque, et l'enroulement de l'extrémité des folioles. La lutte passe par le choix de variétés résistantes. La mosaïque jaune du haricot, autre maladie virale, est moins fréquente que la précédente. La mosaïque dorée du haricot est propre à l'Amérique tropicale.

#### Moyens de lutte
La lutte contre les ravageurs et maladies repose sur la combinaison de différentes méthodes : l'emploi de variétés résistantes et de semences saines, indemnes de germes pathogènes, traitées par des fongicides, la vernalisation (passage par une période de congélation ou froid constant)la rotation culturale qui permet d'éviter le retour trop rapide de haricots ou d'autres légumineuses sur la même parcelle, une irrigation maîtrisée et sans excès, l'utilisation d auxiliaires de cultures contre les acariens, ou l'emploi de fongicides et d'insecticides adaptés.
De nouvelles variétés ont été créées qui sont plus résistantes aux maladies, aux bactéries et aux virus tels que Pseudomonas, Colletotrichum, Fusarium, Xanthomonas , BCMNV, BYMV.

### Rendement
Les rendements sont actuellement de 2,5 à 3 tonnes/ha en Poitou-Charentes. Ils sont donnés de 2,68 à 3,88 tonne/ha en 90 à 108 jours par le comité ontarien des légumineuses à grain (Canada).
Pour les haricots secs, le rendement moyen au niveau mondial s'établit à 7,4 q/ha (FAO, 2006), à 15 q/ha en Europe et à 10 q/ha en Amérique, mais il peut monter à 50 q/ha pour des haricots grimpants dans les meilleures conditions. Pour les haricots verts les rendements dans des conditions optimum peuvent atteindre 7 à 8 t/ha pour les variétés naines et 14 à 16 t/ha pour les variétés à rames.

### Reliquats azotés
En fin de culture, les haricots laissent des reliquats azotés dans le sol qui risquent d'être lessivés en l'absence de culture successive pendant l'hiver suivant. Des cultures intermédiaires de crucifères ou de graminées sont alors indiquées pour piéger les nitrates. Néanmoins ces reliquats sont sous forme de protéines incluses dans la matière organique et sont beaucoup moins sujets au lessivage hivernal que de l'azote minéral. Les faibles températures empêchent la minéralisation et donc la libération de l'azote minéral, qui peut ainsi être conservé pour la culture suivante qui va l'absorber à partir du printemps.

## Variétés cultivées

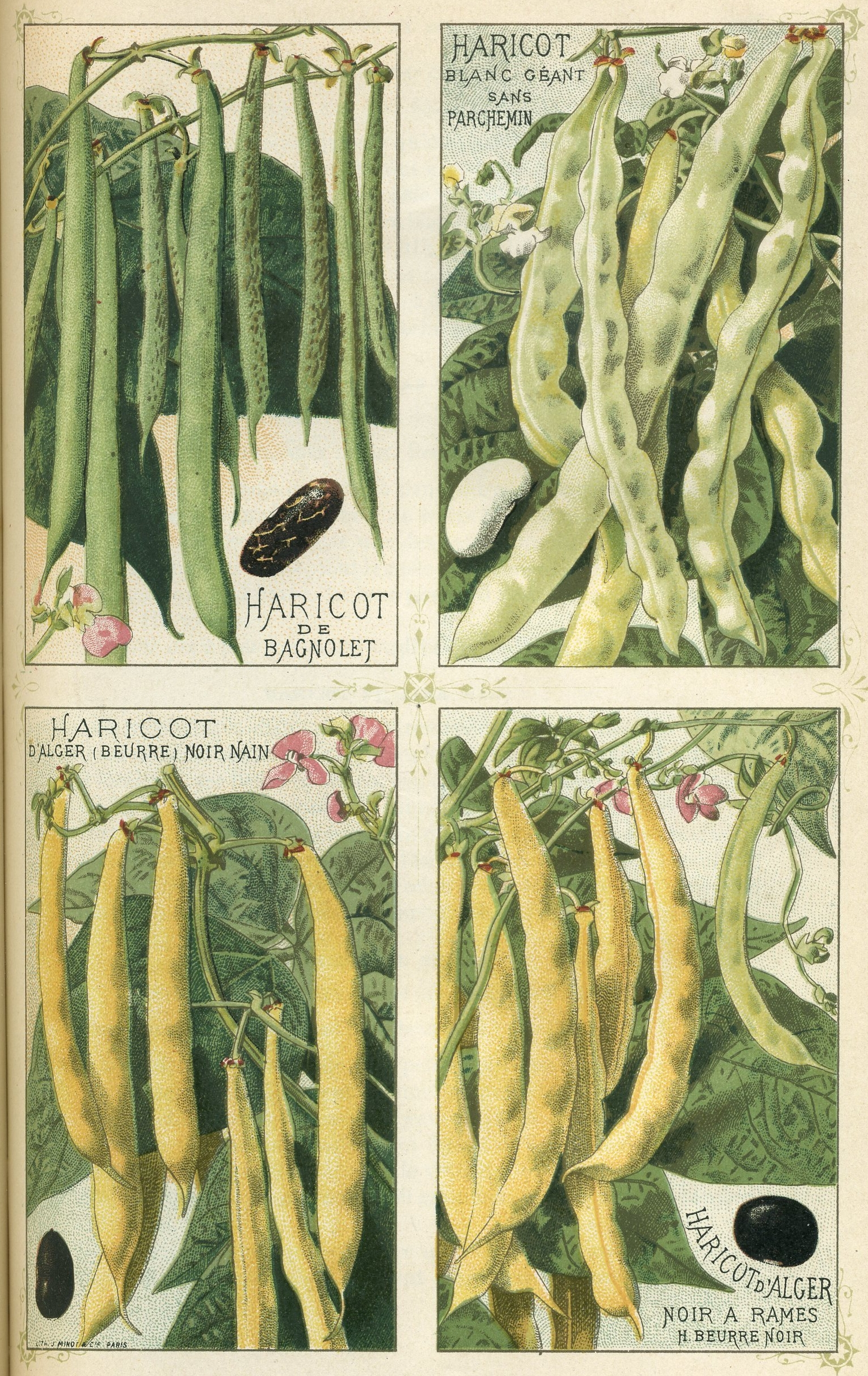
Variétés françaises de haricots de la fin du XIXe siècle. Source : Les plantes potagères, Vilmorin-Andrieux et Cie, 2e édition, Paris 1891.

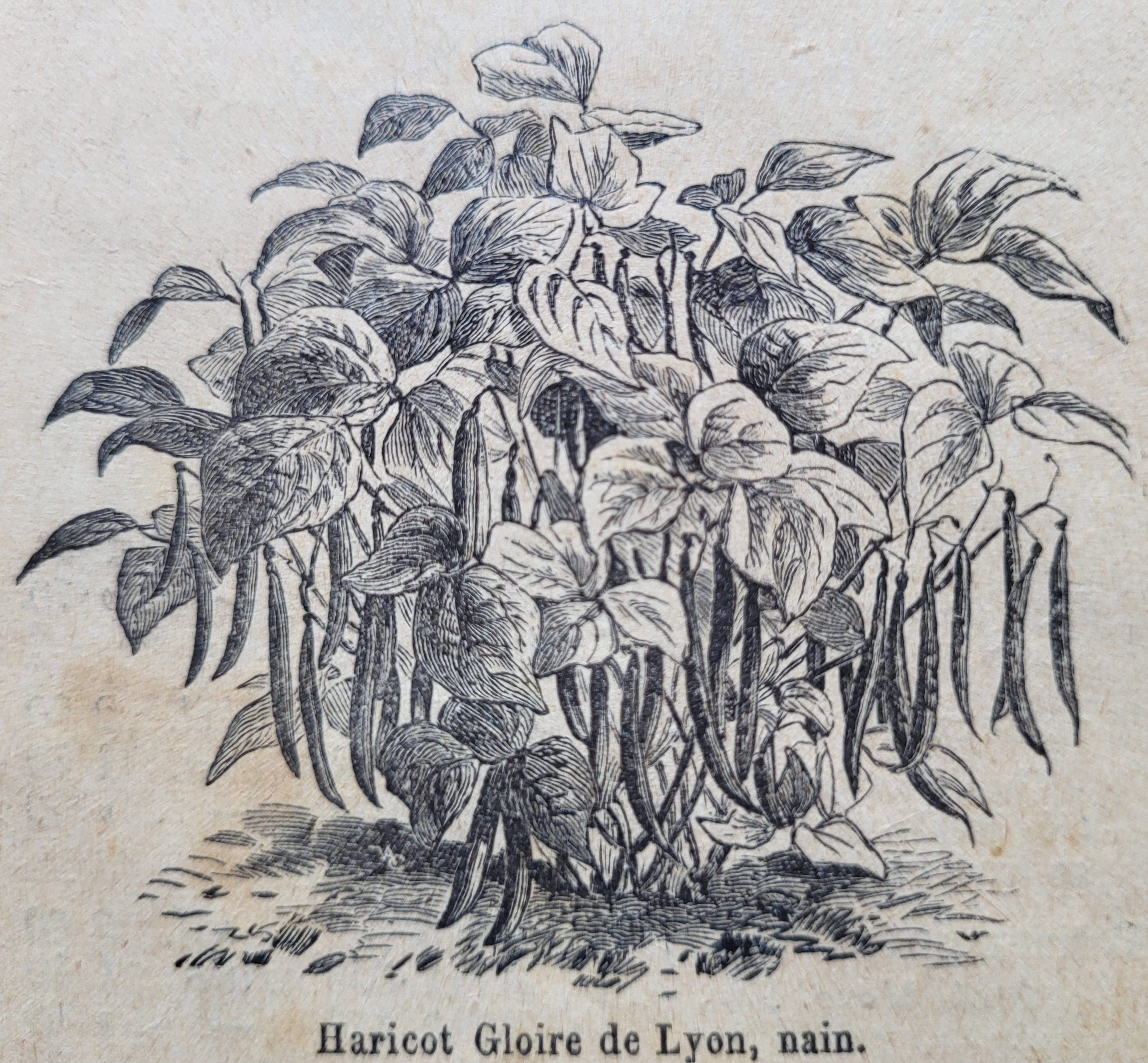
Haricot nain Gloire de Lyon (1900).

On recense de très nombreuses variétés locales de haricots. Plus de 14 000 cultivars ont été répertoriés. Le principal conservatoire de ces variétés est le Centre international d’agriculture tropicale (CIAT) situé à Cali en Colombie.
Dans le catalogue européen des espèces et variétés, figurent plus de 1 400 variétés inscrites de haricots, dont plus de 230 (près de 200 nains et de 40 à rames) pour la France et 115 pour l'Italie. Ces variétés se répartissent en haricots à gousses (dont la gousse est sans parchemin), types filets ou mangetout, ou à grain (dont la gousse est ligneuse car à parchemin), et se distinguent aussi par la couleur des grains ou des gousses.
En France, pour les jardiniers amateurs près de 30 variétés sont inscrites sur la liste SVI destinée à un usage familial en faibles quantités et une variété est inscrite sur la liste des variétés de conservation (menacée d'érosion génétique) : le « Flageolet blanc des Flandres ».
Dans le cadre du Phaselieu Project, une classification européenne des types commerciaux du haricot, qu'il s'agisse de variétés commercialisées ou conservées dans les banques de gènes, a été établie. Elle comprend une cinquantaine de types répartis en neuf groupes selon la couleur des graines : blanc, blanc panaché, crème, brun, jaune, rose, rouge, pourpre et noir.
Certaines variétés amérindiennes sont toujours disponibles, tel le haricot grimpant Kahnawake, rare et toujours cultivé au sein de communautés, en compagnie de ses sœurs, par des gens dévoués à la préservation de ces plantes traditionnelles.
Quelques variétés de haricot grimpant sont cultivées uniquement pour leurs fleurs ou leurs graines décoratives.

### Critères de sélection
De nombreux caractères différencient les variétés cultivées de haricot. Il s'agit d'abord de critères relatifs au port de la plante et de critères morphologiques concernant principalement les graines : couleur, taille, forme.
Les variétés modernes, qui sont le plus souvent des lignées pures, se distinguent aussi par leur capacité de résistances aux maladies et leurs rendements. La plupart sont maintenant résistantes à l'anthracnose et à la mosaïque commune.
La sélection a également porté sur des critères de précocité, de productivité, de groupement de maturité (pour faciliter la récolte mécanisée).
Pour les haricots verts, l'absence de fil et de parchemin est un critère important, de même que les caractéristiques de la gousse (finesse, longueur, rectitude et couleur).

### Les principales variétés
Ils se différencient par la couleur des grains mais aussi en haricots verts et haricots secs nains ou à rames :

#### Types de haricots secs et demi-secs par la couleur
- Le haricot rouge, appellation imprécise faisant référence à différentes variétés, voire espèces, est un haricot de taille moyenne, d'une couleur allant du rose au rouge foncé. Il a une texture onctueuse et un goût prononcé. En conserve, il garde sa forme et sa texture. Il est produit notamment en Amérique du Nord, en Chine, en Argentine et à Madagascar[47]. Temps de cuisson, 45 minutes à 1 heure.
- Le haricot pinto, ou rosé, est un haricot apparenté aux haricots rouges car sa peau devient rose en cuisant. Il est veiné et a une texture farineuse. Temps de cuisson, 45 minutes à 1 heure.
- Le haricot noir est un haricot de taille moyenne, de couleur noire, ovale et à la saveur douce. C'est le plus consommé en Amérique du Nord comme en Amérique du Sud. Au Mexique il est utilisé dans les plats, dans les soupes et aussi dans les salades[47]. Temps de cuisson, environ 1 heure.

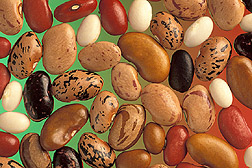
Différentes couleurs de grains.

- Le haricot marbré, ou coco rose ou borlotti ou borlotto, est un haricot veiné de rouge foncé. Il est surtout produit en Italie, Amérique du Nord et en Afrique du Sud. Le haricot romain ou romano, se distingue parce qu'il est maculé de taches rouges et que sa cosse est également tachetée de la même façon[47]. Sa saveur est douce. Temps de cuisson, 40 minutes.
- Le haricot blanc est un haricot commun cultivé pour ses grains généralement blancs et assez gros au goût peu prononcé ; c'est le haricot le plus cultivé en Europe. Il comporte plusieurs variétés. C'est un haricot très populaire en Italie, notamment en Toscane. Temps de cuisson, 40 minutes. Le coco blanc, haricot blanc de forme ovale, est très apprécié en Angleterre sur des toasts avec de la sauce tomate. Temps de cuisson, environ 45 minutes à 1 heure. Le rognon de Pont l'Abbé, appelé mogette, est une des variétés protégées par des passionnés.
- Le flageolet, ou chevrier, du nom du jardinier qui a créé la variété, est un petit haricot mince et aplati, de couleur vert pâle à la saveur subtile, accompagnant traditionnellement le gigot d'agneau. Il est surtout cultivé dans sa région d'origine, la Beauce, ainsi qu'en Bretagne et dans le Nord. Il se vend surtout en conserve ou en grains secs. Temps de cuisson, 40 minutes.
- Les haricots cornille ou niébé, haricots blancs centrés par une tache noire, appelés aussi « haricots à l'œil noir », sont très appréciés en Afrique tropicale[47] et au Portugal, mais appartiennent à une espèce différente, Vigna unguiculata subsp. unguiculata. Celle-ci, anciennement Phaseolus unguiculatus (L.) Piper, fait partie de celles qui ont été reclassées dans le genre Vigna.

#### Haricots verts

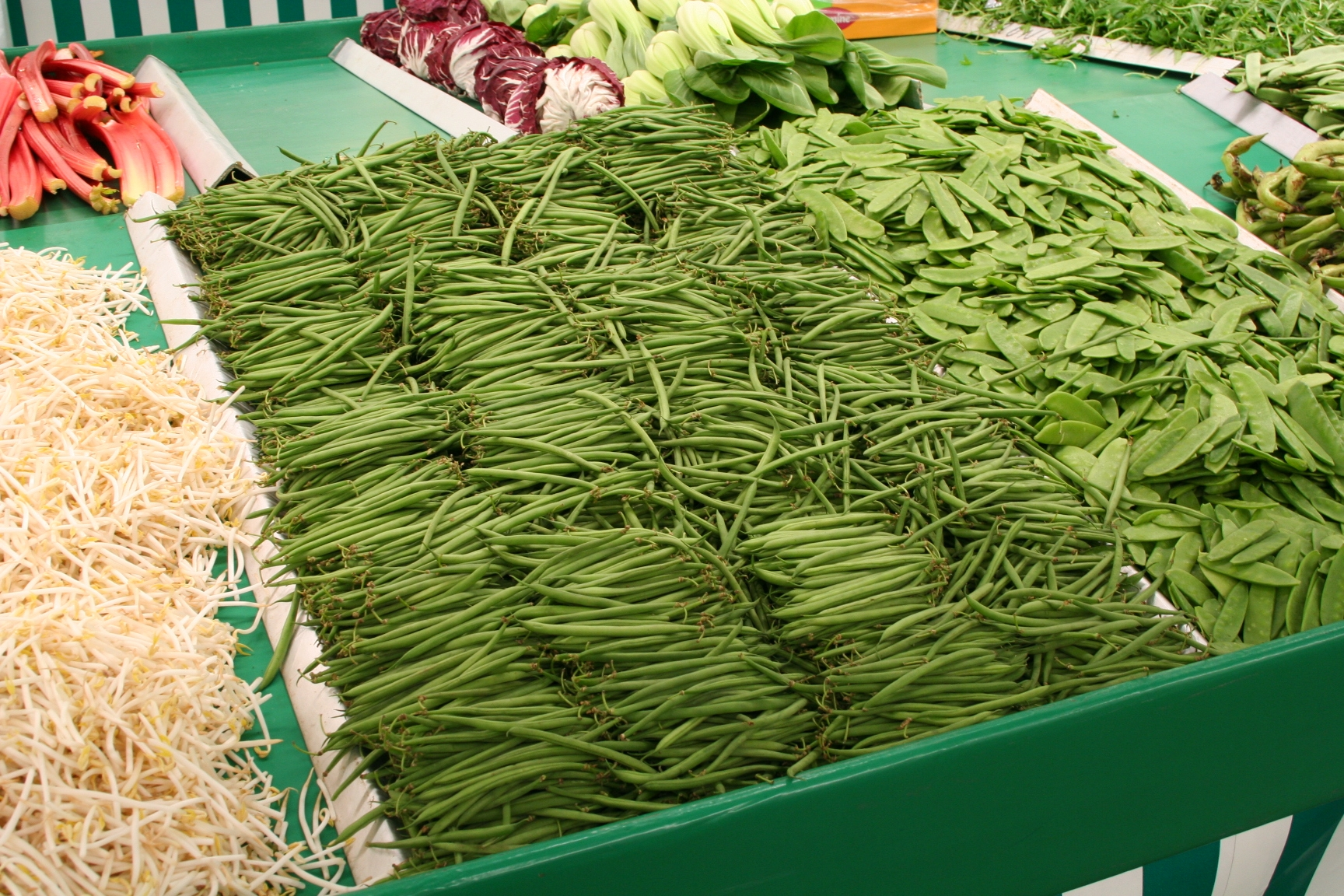
Haricots verts filets extra-fins.

Les variétés de haricots verts peuvent se répartir en deux groupes, les haricots filets et les haricots mangetout.
Les premiers sont des haricots à fil et à parchemin qui se récoltent à un stade précoce, ce qui permet d'obtenir des haricots « extra-fins ». Passé ce stade, les fils apparaissent et ne permettent plus la consommation en haricots verts. Ces haricots verts classiques sont les plus hâtifs. Les gousses, de section cylindrique, longues, droites, sont généralement vert foncé, parfois panachées de violet ou de pourpre. Ces variétés dont la récolte est toujours manuelle sont réservées aux potagers familiaux ou aux cultures sous serre.
Les haricots mangetout sont des variétés sans parchemin qui peuvent être consommées en gousse au stade de la graine presque développée. Les gousses, de section ovale, plus courtes, sont de couleur verte ou jaune (haricots beurre), ou parfois pourpre. Ce sont les plus cultivées par les professionnels.
Des variétés plus récentes sont issues de croisements entre les deux groupes et sont appelées haricots filet-mangetout ou « filets sans fil » ou « faux filets ». Les gousses rappellent celles des haricots filets en vert plus clair. L'apparition du fil est plus tardive que chez ces derniers.
Ces différentes variétés se classent en outre en variétés naines et variétés à rames (grimpantes).

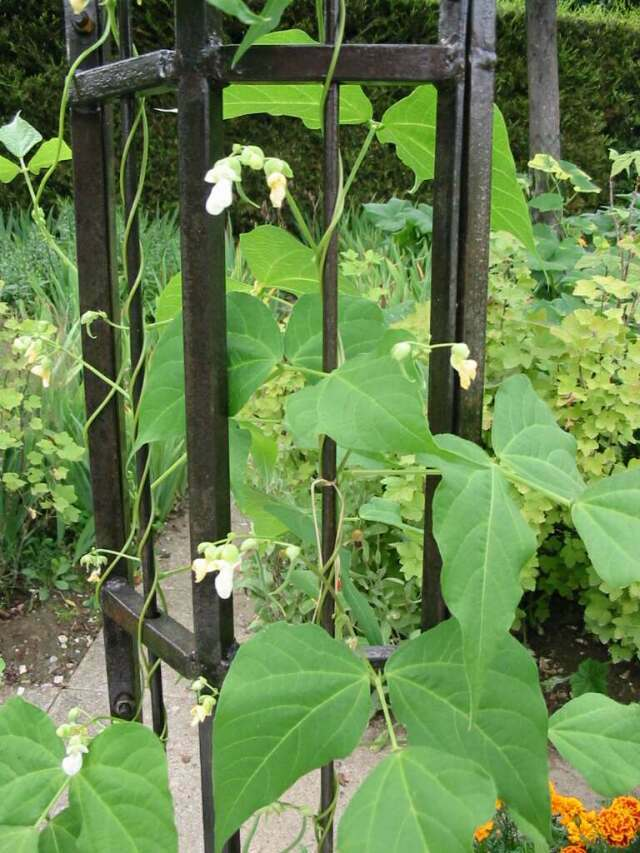
Haricot grimpants.

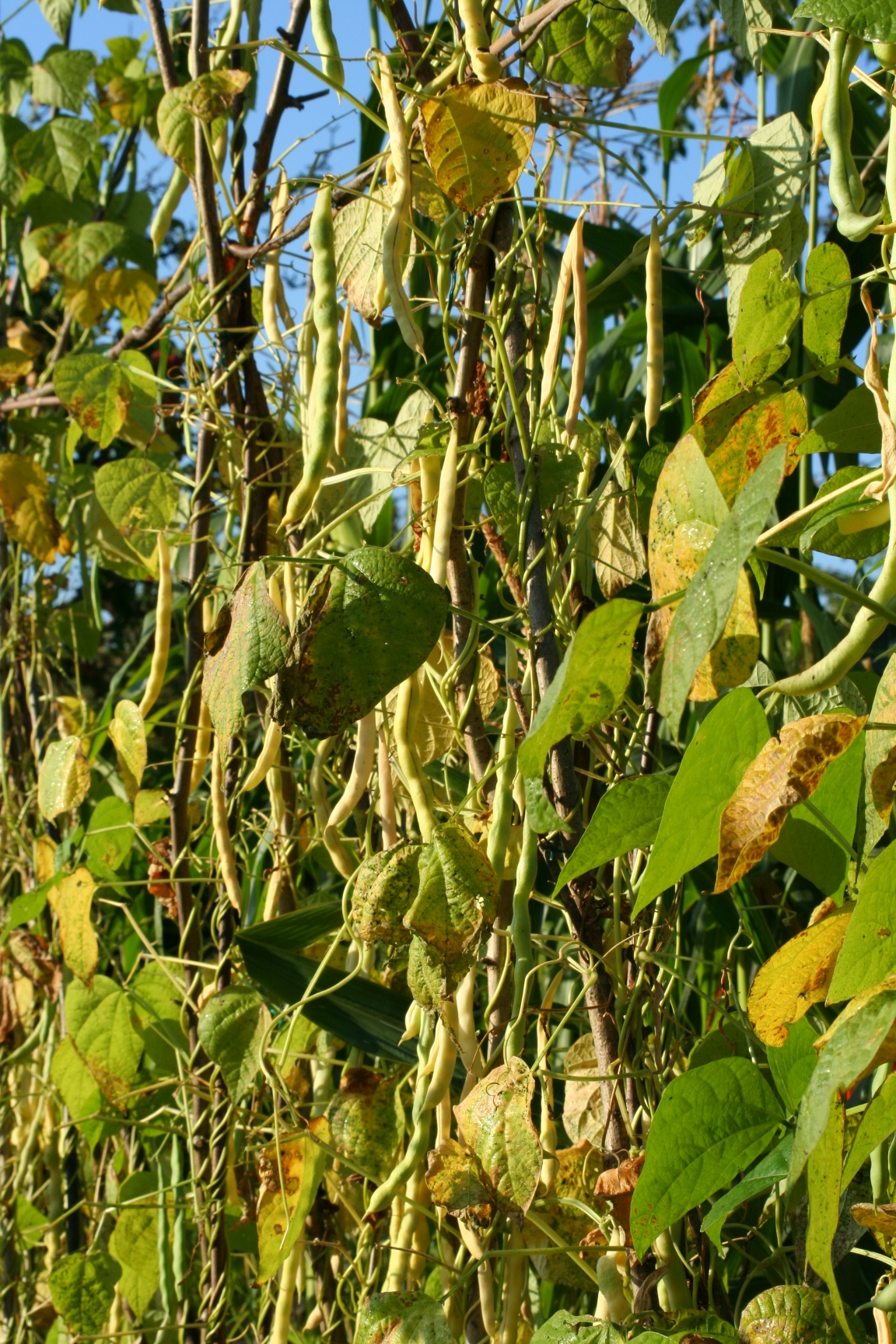
Haricots grimpants 'phénomènes' à maturité.

#### Quelques variétés traditionnelles françaises

##### Variétés de haricots à écosser nains
- "Flageolet rouge" ou 'rognon de coq', très ancienne variété à gros grains réniformes rouge vif ;
- "Flageolet chevrier", à grains vert pâle. Consommés frais, ils doivent leur nom à Chevrier ;
- "Bingo", à cosse de 25 cm, grains de 25 mm, tous deux blancs bariolés de magenta ou noir ;
- "Coco nain blanc précoce", à grains ronds blancs, la plus cultivée ;
- "Coco rouge de Prague", à grains mouchetés de rouge ;
- "Kondor", type suisse blanc lingot, variété italienne (« cannellino »), gousse de 16 à 17 cm, environ 7 grains blancs ;
- "Michelet", à longue cosse à grains blancs ;
- "Jaune de Chine", à grains ronds et jaunes ;
- "Petit riz nain" ou 'Comtesse de Chambord', variété tardive à petits grains blancs ;
- "Œil de perdrix", 'Petit carré de Caen', 'Petit gris', 'Saint-Esprit', 'Saint Sacrement' ou 'Ostensoir', ancienne variété cultivée en Normandie, ivoires à tache sang-de-bœuf à l'ombilic[48] ;
- "Saint-esprit à œil rouge" ou 'Nombril de bonne sœur', réniformes, blancs à tache rouge à l'ombilic ;
- "Rognon de Pont-l'Abbé", très ancienne variété, gousses ayant jusqu'à 20 cm de long et contenant 4 à 8 grains blanc crème, veinés[49].

##### Variétés de haricots à écosser à rames
- « Alaric », le haricot tarbais, aux grains de deux centimètres dans des gousses de 13 à 16 cm, label rouge depuis 1998.
- « Goliath », à cosses de 40 cm, vert foncé, grains violacés, fleurs rouges ;
- Espagne Emergo, « race Orteils de pêcheurs », cosses vertes de 30 cm de long, se consommant en lanières, grains blancs, fleurs blanches ;
- « Michelet », à rames, aux cosses de 16 à 17 cm, jaunes, à grains blanc crème ;
- « Crochu de Montmagny », à petits grains rouges ;
- « Soissons blancs », à gros grains réniformes dans des cosses de 20 à 25 cm. Recommandé dans le guide Clause 1932 ;
- « Soissons vert », flageolet vert à rames, gousses de 17 cm, grains verts ;
- « Taupard du Limousin », variété ancienne à gros grains (blancs) et grosses gousses (vertes), en cours de sauvegarde depuis une dizaine d'années.

### Appellations locales protégées

#### En France
Deux haricots français bénéficient d'une protection au niveau européen, le « coco de Paimpol », AOC/AOP, maintenue par l'association du Coco de Paimpol à Paimpol (Côtes-d'Armor) et le « haricot tarbais » (label rouge et IGP) qui a traditionnellement comme tuteur un plant de maïs, maintenu par l'association interprofessionnelle du haricot tarbais à Tarbes (Hautes-Pyrénées) ;
Bénéficient du Label rouge la « mogette de Vendée », le « lingot du Nord », produit dans la vallée de la Lys (département du Nord) et le flageolet, produit dans la même zone que le précédent. Ce haricot à grains verts, appelé « chevrier », trouve son origine à Arpajon (Essonne), ville de son inventeur, Gabriel Chevrier
D'autres variétés locales ne bénéficient pas d'appellations officielles, mais sont promues par des associations qui s'efforcent de maintenir leur production et leur qualité, telles que la « mojhette de Pont-l'Abbé-d'Arnoult » (Charente-Maritime), soutenue par la « Confrérie de la Mojhette de Pont-l'Abbé-d'Arnoult », le « haricot de Castelnaudary », ingrédient de base du cassoulet de Castelnaudary, le « lingot du pays ariégeois » et le « haricot maïs du Béarn » voisin du haricot tarbais mais cultivé exclusivement sur du maïs, celui-ci servant de tuteur. Il est l'ingrédient de base de la garbure. Sa promotion est assurée par l'Association des producteurs du haricot maïs du Béarn.
Le « haricot de Soissons », haricot à grosses graines cultivé dans l'Aisne qui bénéficie d'une renommée ancienne mais dont la culture a fortement décliné, a été relancée en 2003 par un groupe de producteurs. Il est promu par la « Confrérie gastronomique des compagnons du haricot de Soissons ».

#### En Europe
Plusieurs appellations sont protégées au niveau européen (labels AOP/IGP) :
en Espagne Faba asturiana, haricots blancs crémeux de grande taille de la variété traditionnelle Granja asturiana, ingrédient obligatoire de la fabada asturiana
et Judias de El Barco de Avila.
En Italie, Fagiolo di Lamon della Vallata Bellunese, Fagiolo di Sarconi et Fagiolo di Sorana.
En Grèce Fasolia Gigantes-Elefantes Kastorias (haricots géants-éléphants produits dans la région de Kastoria, Macédoine-Occidentale. Ces haricots géants sont en fait des graines de haricot d'Espagne (Phaseolus coccineus) sélectionnées pour leur taille, au moins 1 200 g pour 1000 graines, et 1 800 g pour la catégorie des « éléphants »), Fasolia Gigantes Elefantes Kato Nevrokopiou, Fasolia Gigantes Elefantes Prespon Florinas, Fasolia Koina Mesosperma Kato Nevrokopiou et Fasolia Plake Megalosperma Prespon Florinas.

## Espèces voisines

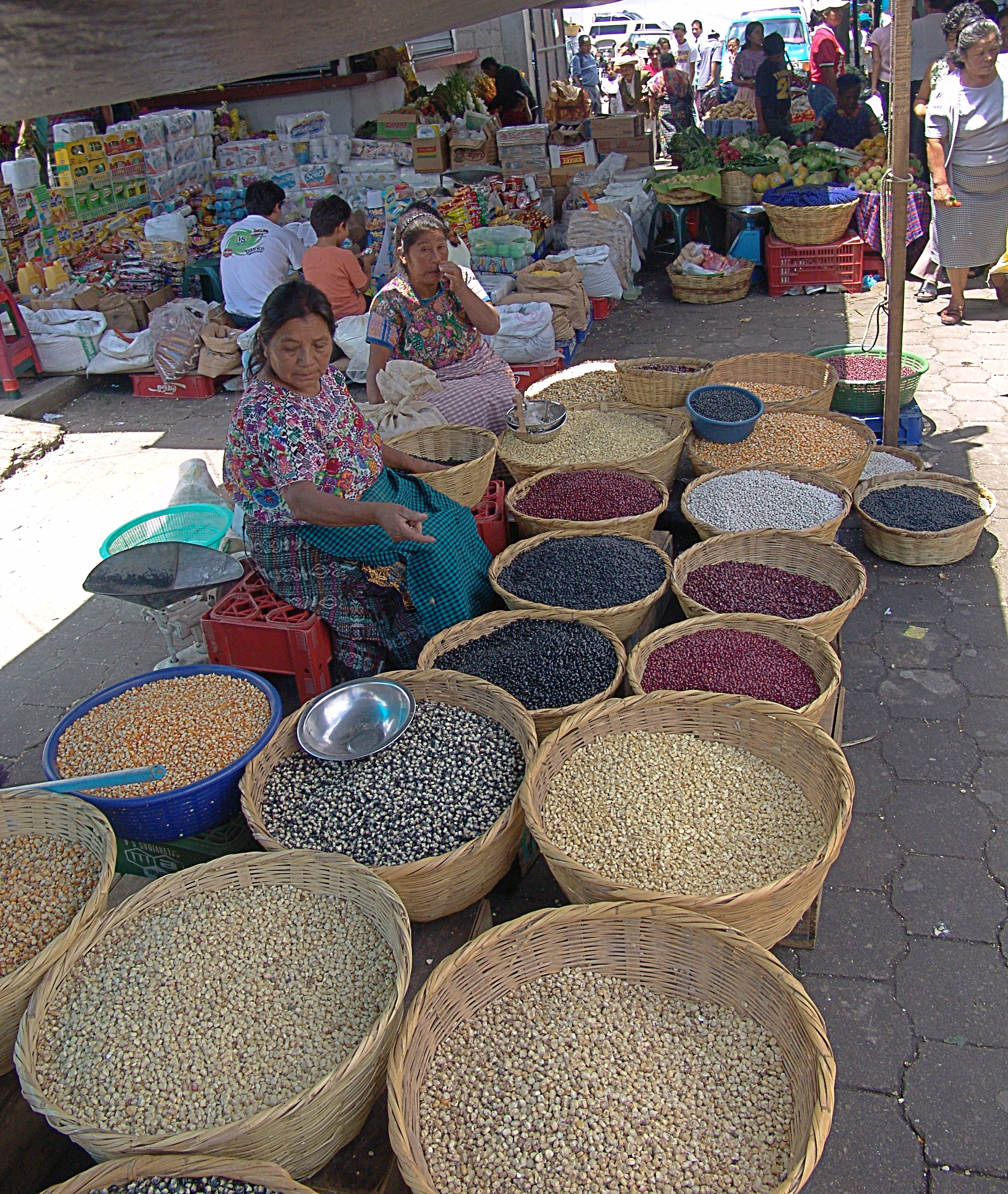
Paniers de haricots sur un marché au Guatemala.

D'autres espèces du genre Phaseolus ou d'autres genres proches sont également appelées « haricots » :
- genre Phaseolus : le haricot d'Espagne (Phaseolus coccineus), le haricot de Lima (Phaseolus lunatus), le haricot tépari (Phaseolus acutifolius) ;
- genre Vigna : le haricot azuki (Vigna angularis), le haricot à l'œil noir ou dolique mongette ou niébé ou cornille (Vigna unguiculata subsp. cylindrica) et le haricot kilomètre ou dolique asperge (Vigna unguiculata subsp. sesquipedalis), le haricot mungo (Vigna radiata), le haricot mat ou haricot papillon (Vigna aconitifolia), le haricot riz (Vigna umbellata), le haricot urd (Vigna mungo) ;
- autres genres : le haricot ailé ou pois carré (Psophocarpus tetragonolobus), le haricot sabre ou pois sabre (Canavalia gladiata).

## Aspects économiques

### Production
En 2006, la production mondiale de haricots, selon les statistiques publiées par la FAO, s'est élevée à 28,6 millions de tonnes, dont 19,6 de haricots secs (68 %), 6,4 de haricots frais (22 %) et 2,6 de haricots verts (9 %). En 2002, ces chiffres étaient respectivement de 25,7, 18,3, 5,7 et 1,7 million de tonnes. Entre 1961 et 2006, la production totale de haricots a doublé passant de 14,4 à 28,6 millions de tonnes, progressant assez régulièrement au taux de 1,5 % par an.
Ces chiffres ne sont pas exhaustifs car ils n'englobent pas la production des jardins familiaux et de certaines cultures vivrières pour l'autoconsommation, notamment dans les pays en voie de développement, qui n'entrent pas dans les circuits commerciaux et sont inconnues des statistiques officielles. Il existe par ailleurs une certaine confusion, car dans certains pays sont considérés comme haricots également les graines de certaines espèces de Vigna (niébé, haricot mungo, haricot azuki…). Les chiffres concernant les haricots frais peuvent concerner soit les grains écossés, soit les gousses entières vendues comme telles sur les marchés.
Pour les haricots secs, la production mondiale est estimée à 19,6 millions de tonnes en 2006 (source : FAO). La surface totale consacrée à cette production représentait un peu plus de 26 millions d'hectares pour un rendement moyen de 7,4 quintaux par hectare. Les quinze premiers pays représentent plus de 80 % du total mondial. Les trois premiers, Brésil, Inde et Chine représentent 44 % du total et les six premiers (les précédents plus Birmanie, Mexique et États-Unis) près des deux-tiers.
En France (2006), la culture du haricot occupe environ 41 000 hectares pour une production de 413 000 tonnes, soit en moyenne 10 t/ha, due principalement aux haricots verts qui représentent les 3/4 des surfaces et 86 % de la production.

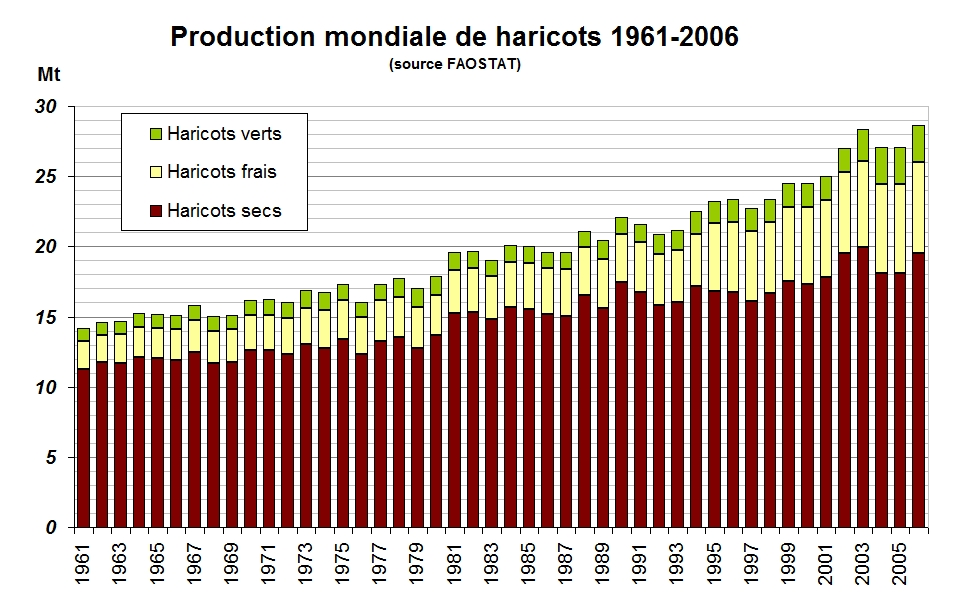

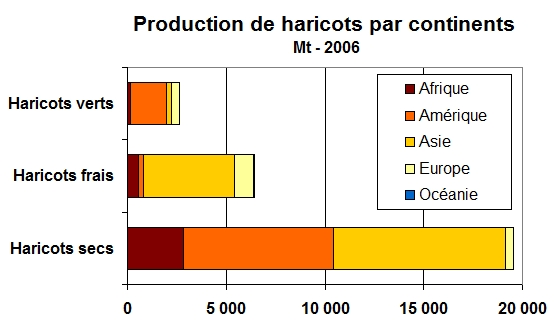

| Pays         | Surface cultivée (milliers d'hectares) | Rendement (q/ha) | Production (milliers de tonnes) |
| ------------ | -------------------------------------- | ---------------- | ------------------------------- |
| Brésil       | 4016,8                                 | 8,6              | 3 436,5                         |
| Inde         | 8600,0                                 | 3,7              | 3 174,0                         |
| Chine        | 1204,0                                 | 16,7             | 2 006,5                         |
| Birmanie     | 1720,0                                 | 9,9              | 1 700,0                         |
| Mexique      | 1708,3                                 | 8,1              | 1 374,5                         |
| États-Unis   | 614,7                                  | 17,2             | 1 056,9                         |
| Kenya        | 995,4                                  | 5,3              | 531,8                           |
| Ouganda      | 849,0                                  | 4,9              | 424,0                           |
| Canada       | 180,0                                  | 20,7             | 372,7                           |
| Indonésie    | 313,2                                  | 10,5             | 327,4                           |
| Argentine    | 235,1                                  | 13,7             | 322,8                           |
| Tanzanie     | 380,0                                  | 7,6              | 290,0                           |
| Rwanda       | 356,4                                  | 7,9              | 283,4                           |
| Corée du Sud | 360,0                                  | 7,8              | 280,0                           |
| Burundi      | 240                                    | 9,2              | 220,0                           |
| Iran         | 111,3                                  | 19,4             | 216,1                           |
| Cameroun     | 230,0                                  | 8,7              | 200,0                           |
| Nicaragua    | 243,0                                  | 8,1              | 197,1                           |

### Échanges internationaux
Les échanges de haricots secs portent sur environ 2,5 millions de tonnes (FAO, 2005) soit environ 13 % de la production mondiale.
Les principaux pays exportateurs sont la Chine, la Birmanie, les États-Unis, le Canada et l'Argentine. Ces cinq pays ont réalisé en 2005 les trois quarts des exportations totales.
Les principaux pays importateurs sont l'Inde, les États-Unis, Cuba, le Japon, le Royaume-Uni et le Brésil. Ces cinq pays ont réalisé en 2005 38 % des importations totales. Les deux premiers pays producteurs de haricots secs, le Brésil et l'Inde, ne sont pas autosuffisants et figurent parmi les principaux importateurs. Les États-Unis sont à la fois exportateurs et importateurs.
Un phénomène relativement récent est le développement dans certains pays africains de la culture de haricots verts pour l'exportation vers l'Europe. Ce phénomène a concerné d'abord l'Afrique orientale, notamment le Kenya, plus récemment l'Égypte, puis les pays du Sahel et l'Afrique du Nord (Maroc). Cette production trouve place sur le marché grâce à des coûts de production réduits et à la production en contre-saison. Au Kenya les haricots verts d'exportation font vivre plus d'un million de personnes.

### Organismes de recherches
Le haricot commun est une culture vivrière de base dans plusieurs pays d'Amérique latine et d'Afrique.
Différents organismes internationaux ont été mis en place pour développer la culture de cette plante et améliorer ses performances nutritionnelles et agronomiques.
Le centre international d’agriculture tropicale (CIAT) dont le siège est à Cali (Colombie) est l'un des quinze centres de recherches dépendant du Groupe consultatif pour la recherche agricole internationale (CGIAR). Ses activités sont focalisées sur quatre types de cultures : haricots, manioc, fourrages tropicaux et riz. Il dispose d'antennes en Amérique latine, en Afrique et en Asie.
En Afrique, l’Alliance panafricaine de recherche sur le haricot (PABRA, Pan-African Beans Reasearch Alliance) est un consortium formé par plusieurs organismes internationaux de recherches : Eastern and Central Africa Bean Research Network (ECABREN), Southern Africa Bean Research Network (SABRN) et CIAT, qui regroupe dix-huit pays de l'Afrique subsaharienne (Angola, Burundi, Cameroun, RD Congo, Éthiopie, Kenya, Lesotho, Madagascar, Malawi, Mozambique, Rwanda, Afrique du Sud, Soudan, Swaziland, Tanzanie, Ouganda, Zambie et Zimbabwe). L’Alliance vise à améliorer la sécurité alimentaire, les revenus et la santé des agriculteurs pauvres en ressources sur le continent africain.
En Europe, le projet Phaselieu (acronyme de Improvement of sustainable Phaseolus production in Europe for human comsumption, amélioration de la production durable de Phaseolus en Europe pour la consommation humaine) avait notamment pour but d'établir un catalogue des ressources génétiques du genre Phaseolus. Ce projet soutenu financièrement par la Commission européenne a pris fin en 2001 ; il regroupait dix pays européens (Allemagne, Autriche, Belgique, Espagne, France, Italie, Pays-Bas, Portugal et Royaume-Uni) plus Israël.

## Consommation

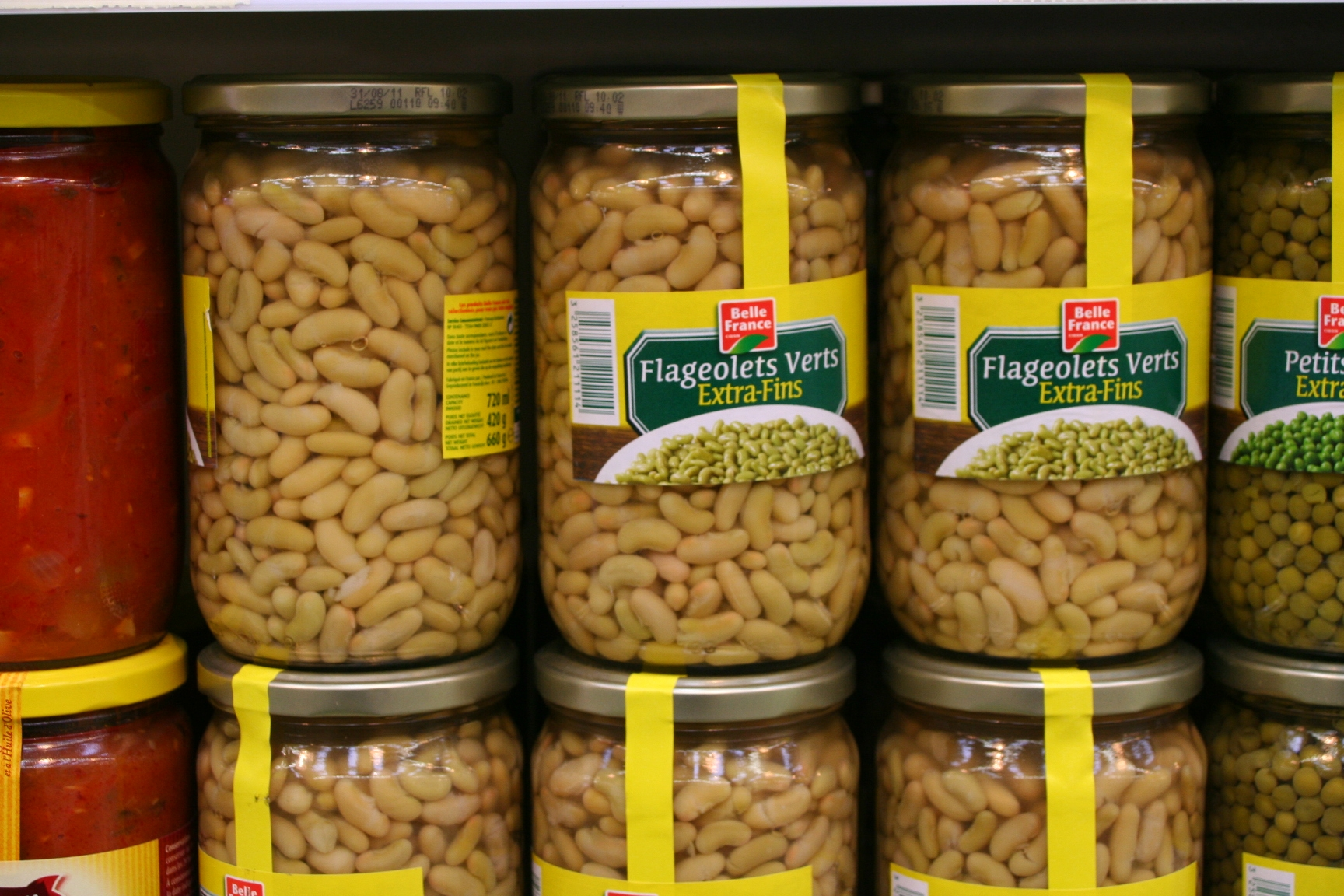
Conserves de flageolets en bocaux de verre.

Le haricot commun est l'espèce la plus consommée dans le genre Phaseolus et parmi les « haricots » au sens large. Il constitue un aliment de base pour certaines populations de pays en développement, notamment en Amérique latine et en Afrique orientale. Comme tous les légumes secs, il est nourrissant, énergétique (riche en féculents mais pauvre en graisses) et constitue un ingrédient peu onéreux de nombreuses recettes traditionnelles. Il peut se conserver facilement et très longtemps sous forme de grains secs, qui présentent toutefois l'inconvénient de nécessiter un trempage préalable et une cuisson longue pour être digestes.
C'est l'un des légumes les plus consommés au monde. En volume de production, le haricot (y compris haricots verts) arrive au dixième rang des légumes après la pomme de terre, le manioc, la tomate, le chou, l'oignon, l'igname, le concombre, la banane plantain et l'aubergine et la première des légumineuses consommées en légumes secs (hors soja) devant le pois, le pois chiche, le pois à vache (niébé) et la fève.
En 2000, la consommation moyenne de haricots secs au niveau mondial était estimée à 2,2 kg par habitant et par an, avec de fortes variations selon les continents : Amérique latine, 9,4 kg, Amérique du Nord, 5,5 kg, Afrique, 2,2 kg, Asie, 1,3 kg, Europe, 0,7 kg (source FAO).
Dans certains pays du Tiers monde où les haricots sont un aliment de base, la consommation peut être très élevée : jusqu'à 55 kg/an au Rwanda et 66 kg/an dans l'ouest du Kenya.

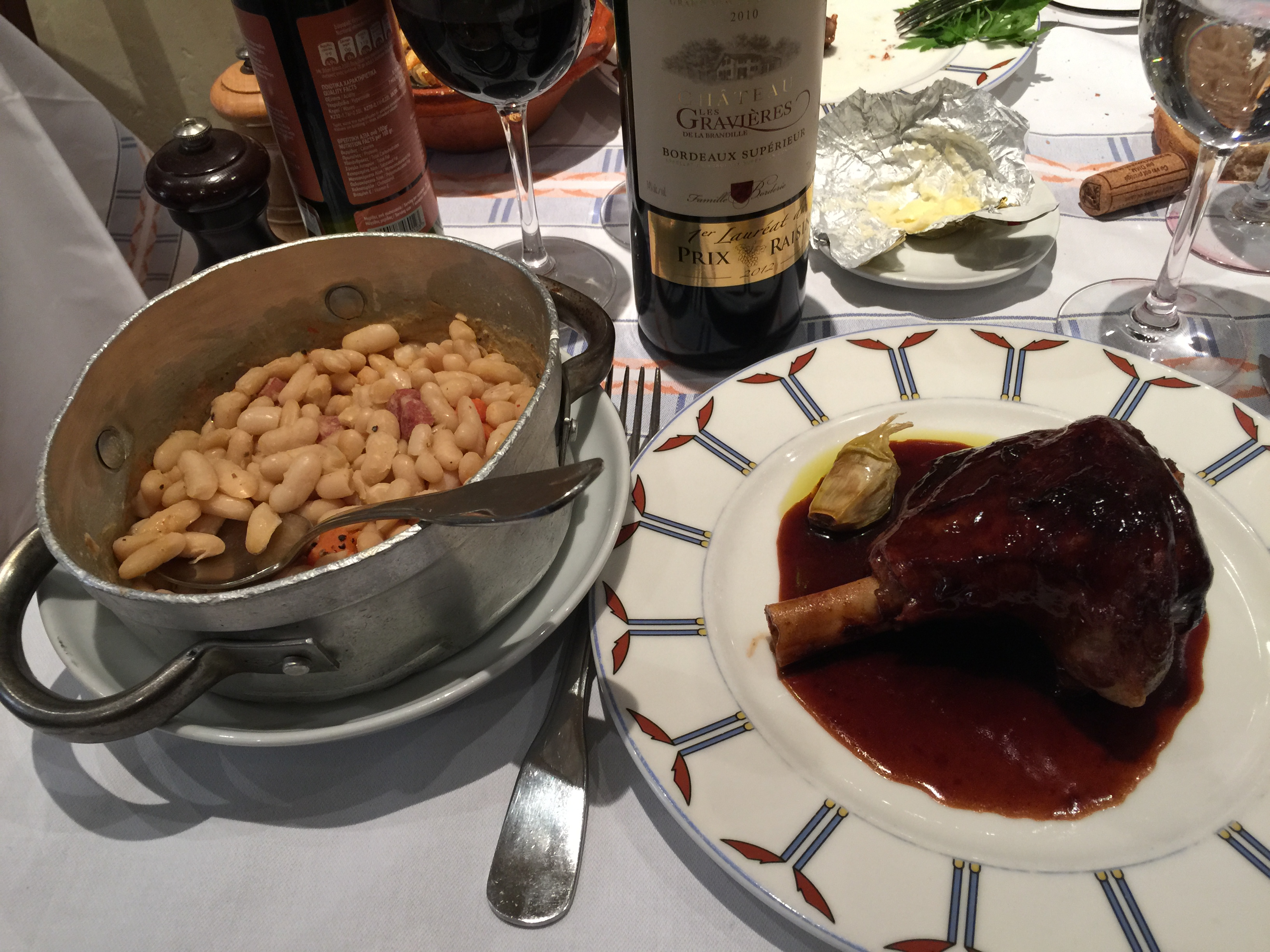
Haricots tarbais et agneau de Pauillac.

En France, et plus généralement en Europe, la consommation de haricots secs a régulièrement décliné au cours du XXe siècle, tandis que progressait celle des protéines animales. Aux États-Unis, on constate, après une baisse de la consommation depuis la fin de la Seconde Guerre mondiale, une nette reprise au début des années 1980, liée entre autres à l'immigration hispanique et à un regain d'intérêt pour les cuisines ethniques. La consommation moyenne s'établit à 3,5 kg par habitant et par an en 1999 contre 2,7 kg en 1989 et 5 kg en 1945.
C'est une des espèces qui peut concentrer certains métaux lourds, qui devrait donc ne pas être consommée quand la plante a poussé sur des sols pollués par ces métaux, bien que la qualité du sol puisse beaucoup modérer ou encourager le passage de ces contaminants indésirables dans la plante.

### Toxicité des haricots crus
Bien que cela ne soit que rarement connu, le haricot ne doit pas être consommé cru ; on observe d'ailleurs que les rats n'attaquent jamais les réserves de haricots, au contraire de celles de céréales ou de la plupart des autres plantes cultivées.
En effet les graines de haricots secs contiennent de la phasine et peuvent de ce fait se révéler toxiques à l'état cru. Cette substance, appelée aussi phytohémagglutinine, se retrouve également chez d'autres légumineuses. Elle est particulièrement concentrée dans les graines de haricots rouges. Elle est dégradée par la chaleur et dénaturée par une ébullition de dix minutes. C'est une protéine de la famille des lectines qui a notamment la propriété d'agglutiner les globules rouges. L'intoxication à la phasine se manifeste par des nausées, des vomissements et de la diarrhée. De fait, en 1984, le centre antipoison de Berlin a rapporté que le haricot vert commun cru occupait le neuvième rang en termes de fréquence d'intoxication due à une plante, toutes espèces confondues. Le plus souvent ces intoxications sont dues à la cuisson de haricots rouges ou verts dans des appareils à cuisson douce (slow cookers) dont la température ne dépasse pas 75 °C.

## Utilisation en alimentation humaine
Les haricots apportent des protéines, des glucides et des fibres alimentaires, ainsi que des sels minéraux. Ils contiennent très peu de lipides.
Les haricots contiennent des oligosaccharides (raffinose, stachyose). Ces derniers, et notamment le stachyose, mal digérés dans l'intestin grêle, sont décomposés par la flore bactérienne du gros intestin et sont la cause de flatulences associées à la consommation de haricots. Dans la Physiologie du goût, Brillat-Savarin écrit : « Anathème sur les haricots ! », qu'il considère, à l'instar de tous les féculents, comme l'une des causes de l'obésité (ce qui n'a pas de justification scientifique à l'heure actuelle). L'inconfort digestif peut être diminué par l'utilisation d'enzymes spécifiques (pratique courante en Amérique du Nord), le trempage préalable des graines, une incorporation graduée dans l'alimentation, et d'autres pratiques alimentaires. Les haricots doivent être évités dans un régime faible en FODMAPs, qui cherche à diminuer l'irritabilité de l'intestin. Comme ils sont riches en glucides complexes, les haricots secs se digèrent lentement et sont considérés comme des sucres lents (index glycémique = 42 - par rapport au pain blanc = 100).
Les haricots contiennent un certain nombre de composés anti-nutritionnels : les plus importants sont les phytates, saponines, lectines qui rendent leur digestion difficile. Les graines de haricots secs blancs contiennent aussi de la phaséolamine, un inhibiteur de l'alpha-amylase, enzyme qui permet la transformation de l'amidon en sucre dans l'intestin. Cette protéine est efficace en tant que complément alimentaire destiné à lutter contre l'excès de poids.
Consommés avant cuisson, les graines et le péricarpe du haricot (Phaseolus vulgaris L.) peuvent provoquer des troubles digestifs (vomissements, diarrhées et altérations de la muqueuse intestinale). Cela est dû à la présence, particulièrement dans les graines de haricots rouges, d'une protéine agglutinant les globules rouges, la phasine ou phytohémagglutinine, qui est inactivée par la cuisson.
Comme d'autres légumineuses, les haricots contiennent également des phytoestrogènes.
Beaucoup moins chers que la viande, riches en protéines, les haricots sont parfois considérés comme la « viande du pauvre ». Les protéines des haricots sont intéressantes par leur teneur en certains acides aminés essentiels, notamment la lysine, et dans une moindre mesure la méthionine et le tryptophane. Elles complètent heureusement celles des céréales, en particulier du maïs, pauvres en lysine, dans un régime à base de maïs pratiqué traditionnellement chez les Amérindiens. En Amérique centrale, le plat traditionnel mélange riz et haricots (arroz con habichuelas, ou arroz con frijoles en espagnol, arroz e feijão en portugais).
Les haricots présentent un intérêt dans l'alimentation humaine. Comme beaucoup de légumineuses à graines, ils apportent un sentiment de satiété. Ils sont riches en fibres et en minéraux. Leur indice glycémique est faible. Leur consommation contribue à faire baisser le taux de cholestérol, et le risque d'accident cardio-vasculaire.

### Modes de consommation
Les haricots sont consommés sous trois formes : en grains secs, en grains frais ou en gousses (haricots verts).
Les haricots secs sont le mode de consommation traditionnel, le seul que pratiquaient les Amérindiens qui ont domestiqué la plante. Ne titrant que 12 à 14 % d'humidité, ils se conservent facilement, mais nécessitent un trempage avant cuisson pour les réhydrater. La consommation des haricots secs a beaucoup décliné dans les pays occidentaux. On peut les réduire en farine.
Les haricots en grains frais et demi-secs (à écosser) sont récoltés avant maturité complète, à environ 50 % d'humidité et souvent vendus en gousses à écosser. Ce sont notamment les flageolets, qui sont souvent vendus en conserve.
Les haricots verts sont un légume vert (près de 90 % d'humidité) qui est commercialisé aussi bien en frais qu'en conserves ou en surgelés. Ils se consomment cuits, chauds, comme accompagnement classique de nombreux plats, ou froids, en vinaigrette. La consommation du haricot vert, répandue principalement dans les pays occidentaux, est soutenue par la mode du manger « léger ».
Les jeunes feuilles sont parfois consommées, par exemple en Amérique centrale, ou en Afrique, comme aliment de disette.

#### Recettes
|  |
|  |
|  |
|  |

Les haricots se cuisinent en plat de légume, en plat composé avec ou sans viande, ou en soupe.

##### Quelques plats de différents continents

###### En Europe
- En France, les haricots se cuisent à la bourguignonne, à la bretonne, à l'occitane, à la berrichonne, à l'ardéchoise, à la provençale, à la ménagère. Ils se mangent chauds, nature ou au jus ou à la crème ou froids vinaigrette ou juste avec un filet d'huile de noix ;
  - les haricots rouges à la vigneronne sont un mets des terroirs viticoles français, à base de haricots rouges cuisinés avec du vin rouge et du lard.
  - Les flageolets accompagnent traditionnellement le gigot d'agneau.
    - dans le Sud-Ouest de la France, le cassoulet, dont plusieurs villes (Castelnaudary, Toulouse, Carcassonne) se disputent la paternité, doit son nom à la « cassole » de terre cuite traditionnelle, et la garbure, soupe consistante dans laquelle les haricots blancs secs accompagnent le chou vert ;
    - en Saintonge, le déjeuner emporté par l'écolier a longtemps été des haricots sur une tranche de pain.
- En Belgique, la salade liégeoise, sorte de potée de haricots verts mélangés à des pommes de terre et du lard[77] ;
- la fabada en Espagne (Asturies) ;
- Au Portugal énormément de plats traditionnels sont confectionnés avec des haricots ou du niébé, le plus répandu étant la feijoada, dont chaque région possède sa recette. La salade froide aux niébés est un classique.
- le Birnen, Bohnen und Speck, spécialité sucrée-salée, à base de haricot verts, poires et lard, en Allemagne (Hambourg).
- le lobio, sorte de pâté de haricots caucasien qui se prépare avec une purée de haricots, des cerneaux de noix hachés et des oignons.

###### En Amérique du Nord
- Au Canada
  - Au Québec, les fèves au lard, plat à base de haricots.
- Aux États-Unis
  - le chili con carne au Texas, sorte de ragoût épicé comprenant des haricots rouges ;
  - le succotash, plat traditionnel de la tribu des Narragansett (nord-est des États-Unis) à base de haricots de Lima et de maïs ;
  - la green bean casserole, préparation à base de haricots verts et d'oignons frits dans une sauce à la crème épaisse, est une spécialité américaine créée en 1955 par la Campbell Soup Company.
- Au Mexique, les haricots sont la première source de protéines :
  - les frijoles de olla (fraichement cuits) et les frijoles refritos (frits deux fois) ;
  - les enfrijoladas, tortillas nappées de sauce à base de haricots ;
  - les panuchos, tortillas farcies de haricots sur plusieurs couches ;
  - moros con cristianos, plat de haricots rouges, riz et bananes plantain frits[78].

###### En Amérique du Sud
- la feijoada ou cassoulet brésilien aux haricots noirs et au riz

###### Au Moyen-Orient
- En Turquie, spécialité turque nommée « kuru fasülye - pilav » qui est un plat composé de haricot blanc (principalement la variété « Ispir » de la ville d'Erzurum) et de riz dit « pilaf » en français.
- En Iran, on utilise les haricots blancs dans le Ab-gousht, les haricots pinto dans le Ghormeh-sabzi et les haricots verts dans le Loubia-polow.

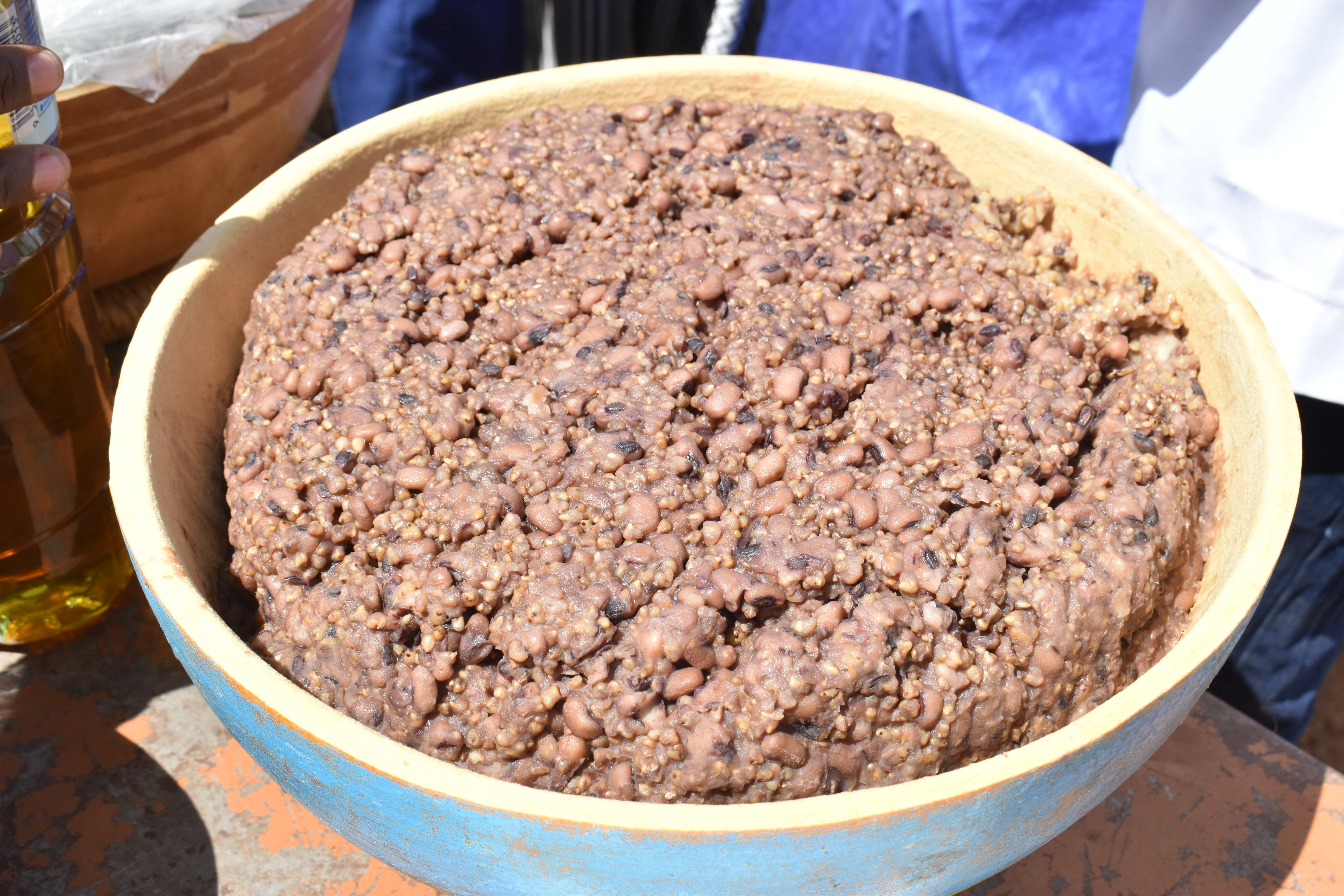
Haricot accompagné de petit mil.

###### En Afrique
(il s'agit souvent de niébés (genre Vigna)
- beignets de haricots niébés au Bénin ;
- haricots au riz à la sauce djâ.
- Haricot au petit mil au Burkina Faso

###### En Asie
- Au Japon, les haricots sont employés dans des préparations sucrées (il s'agit généralement de haricots azukis, genre Vigna)
  - la zenzai, dessert en forme de soupe sucrée ;
  - les wagashis, pâtisseries traditionnelles.

###### En Océanie
- le halo-halo, un dessert philippin.

##### Soupes
- la loubia ou chorba loubia au Maghreb, soupe épaisse aux haricots blancs souvent pimentée, un des plats les plus populaires de la région ;
- la soupe de haricots blancs italienne ;
- le minestronede pasta e fagioli ;
- la ribollita, soupe de légumes réchauffée, avec haricots blancs secs, chou de Milan, pain de mie, lard maigre et os de jambon (Toscane) (Italie)[79] ;
- la soupe au pistou de Provence avec des cocos roses d'Eyragues.

### Consommation et couleur des haricots

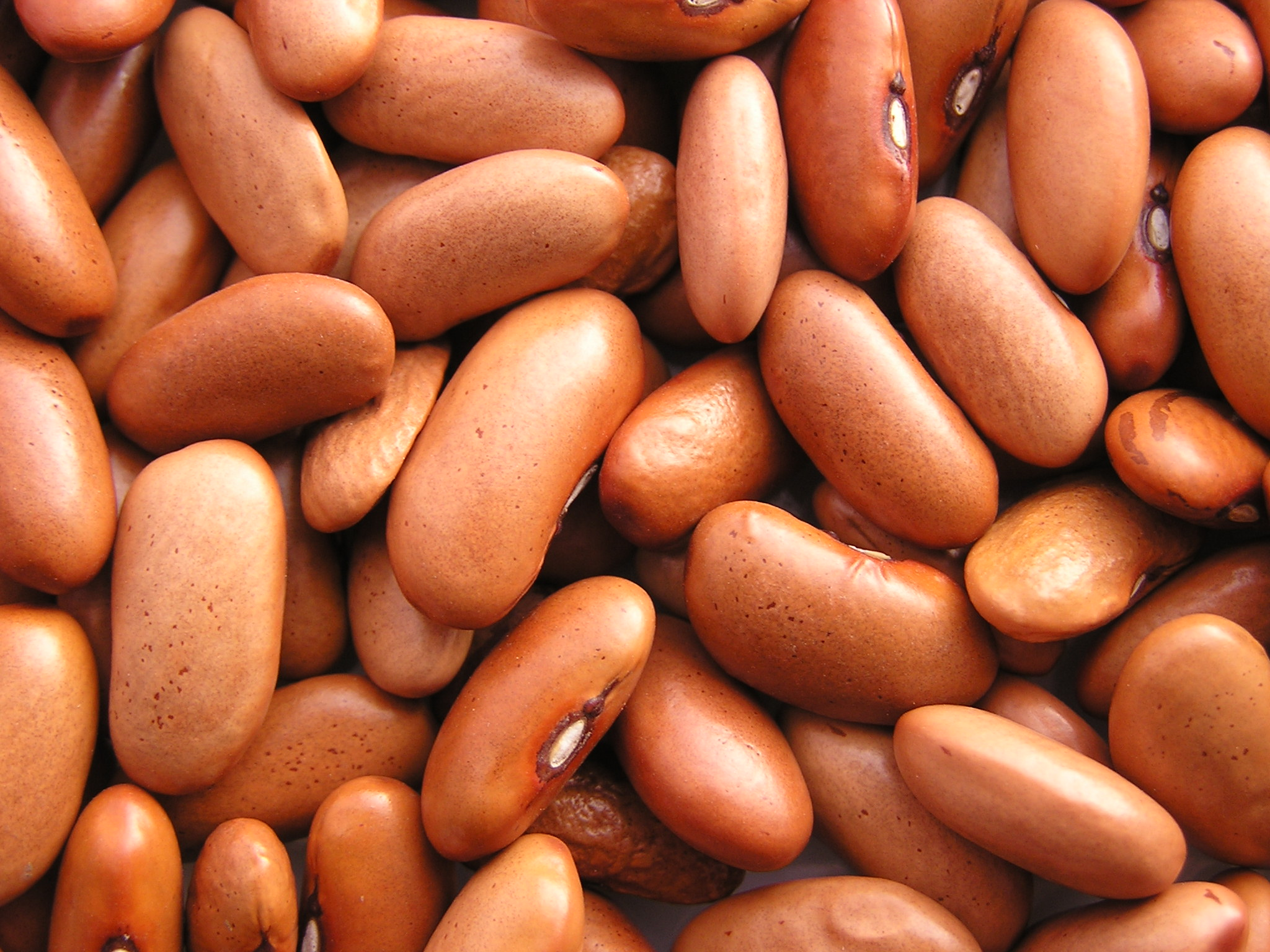

Des préférences marquées, d'ordre culturel, pour la couleur des graines de haricots consommées se manifestent dans les diverses régions du monde. En Europe, et particulièrement en France, la préférence va aux graines blanches ou peu colorées. Ainsi, la plupart des variétés traditionnelles faisant l'objet de protection, type AOC ou IGP, sont des haricots blancs. Ce choix peut s'expliquer par la crainte de toxicité faussement liée à la couleur du tégument, ou par le côté jugé peu appétissant des jus de cuisson. Les Amérindiens n'ont pas sélectionné la plante en fonction de la couleur de la graine et ont toujours consommé des haricots fortement colorés. Ceux-ci sont aussi préférés en Afrique. Selon les pays, la préférence va aux haricots noirs (Brésil, Guatemala, Venezuela), aux haricots rouges (Colombie, Honduras) ou aux haricots bruns (Pérou).

### Autres utilisations

#### Usage médicinal
- En médecine traditionnelle, l'utilisation de décoctions de la plante avant maturité ainsi que de cataplasmes résolutifs de farine de graines est citée[80].

En Allemagne, la Commission E a produit une monographie sur une drogue végétale issue du haricot commun, Phaseoli pericarpium. Celle-ci est constituée par les cosses sèches dépourvues de leurs graines, qui se présente sous forme de petits fragments fins provenant des parois du fruit. L'indication thérapeutique est le traitement des dysuries. Elle est administrée sous forme d'une tisane. Cette drogue ne figure pas à la pharmacopée française.
- C'est aussi l'une des quelques plantes, qui à la suite d'une étude de criblage à haut débit[82], a été retenue comme candidate potentielle pour produire un possible médicament contre le SARS-CoV-2, responsable de la pandémie de COVID-19.

#### Pour l'alimentation du bétail
Les fanes récupérées après la récolte des graines fournissent un fourrage médiocre pour l'alimentation du bétail.

## Et aussi

### Expressions
- Fayot est selon le dictionnaire Larousse au début du XXe siècle un rengagé de la marine. L'origine de cette acception, datée de 1833, serait dans l'analogie entre le marin qui revient à l'armée comme les haricots reviennent au menu[23].
- Fayot, et son dérivé fayoter, dans le sens de faire du zèle, viendrait de la conduite de certains marins pour être mieux servis en fayots durant les périodes de restriction de vivres.
- La fin des haricots : l'expression apparaît au début du XXe siècle. Elle fait référence aux voyages au long cours du XVIIIe siècle. Les marins consommaient les provisions du plus périssable à ce qui se conservait le plus longtemps. Les haricots secs n'étaient consommés qu'en dernier. Il était alors urgent de se ravitailler quand les légumes secs s'épuisaient. On disait que les marins naviguaient « sous le Cap Fayot »[21],[83].
- Courir sur le haricot ou l'haricot signifie importuner[84],[85],[86]. Le sens de l'expression, qui remonte au XIXe siècle[87], fait l'objet d'explications divergentes[88]. En 1901, Aristide Bruant lui donne un sens « obscène » et donne pour synonymes du haricot l'asperge, le flageolet, le kilomètre et le soissons[89]. Pour Claude Duneton, le haricot désigne dans cette expression « l'orteil [...] ou peut-être le pénis »[90] ; pour Clotilde Dusoulier, la graine de haricot y représente, par analogie avec sa forme, « le cerveau ou l'orteil »[91]. Selon Alain Rey, le mot haricot a « pour valeur dominante graine mûre du haricot blanc ; elle donne naissance par analogie de forme à table haricot au sens argotique d'orteil (1883) d'où pied, qui explique en partie courir, taper, sur le haricot, ennuyer (mais haricot a pu signifier testicule, comme l'atteste haricocèle, nom masculin, testicule atrophié, 1907) »[23].
- Être logé à l'enseigne des Haricots, c'est-à-dire dans une mauvaise auberge, est une expression argotique du XIXe siècle citée par Alfred Delvau dans son Dictionnaire de la langue verte (1866)[90],[92].
- Avoir la ligne haricot vert, c'est-à-dire être très mince, est une expression relativement récente (1963)[93].

### Jeu
Bohnanza est le nom d'un jeu de société créé par Uwe Rosenberg en 1997. En allemand, « le haricot » se dit die Bohne (du genre féminin). Le jeu se compose de « 154 cartes haricot » et de 7 cartes 3e champ. Bohnanza est édité par Amigo Spiele, et en France par Gigamic

### Dans la fiction
En littérature pour adultes :
- Le dit du haricot ramé dans Beau François de Maurice Genevoix
- Les haricots de Pitalugue, conte de Paul Arène dans ses Contes de Paris et de Provence (1887) – Pitalugue, paysan à Pertuis, village de Provence dont la spécialité sont les haricots, perd sa semence au jeu et cultive des haricots imaginaires[94]
- dans Tortilla Flat, John Steinbeck met en scène dans la Californie des années 1930 des paysans pauvres dont les enfants étaient nourris exclusivement de haricots et de tortillas – « Une seule chose pouvait menacer la vie et le bonheur de la famille Cortez : c'était une mauvaise récolte de haricots[95]. »

En littérature pour enfants :
- Jack et le Haricot magique, conte anglais sur le thème de l'ogre berné, publié en 1809 dans le recueil des Nursery Tales sous le titre de Jack and the Beanstalk.
- La Reine des haricots (The Baked Bean Queen, 1986), par Rose Impey et Sue Potter[96], trad. en français publiée chez Albin Michel en 1987.

En bandes dessinées :
- Des haricots partout, no 29 des aventures de Spirou et Fantasio par Jean-Claude Fournier, paru en 1980 aux éditions Dupuis ;
- Le Sortilège du haricot, 1er album des aventures de Hugo par Bédu, paru en 1986 aux éditions du Lombard[97] ;
- Les Schtroumpfs et les Haricots mauves (2017).

### Chansons
« Ah les haricots coco, 

Ça fait d'la bonne soupe, 

Ah les haricots coco, 

Ça fait du bon friquot. »
Voir aussi :
- Les Fayots : chant de marin qui relate le quotidien des marins français du début du XXe siècle[99].
- Les Haricots : chanson créée par Bourvil dans l'opérette La Route fleurie (1952), paroles de Raymond Vincy, musique de Francis Lopez[100].
- La Faim des haricots : chanson des Négresses vertes.

### Légendes

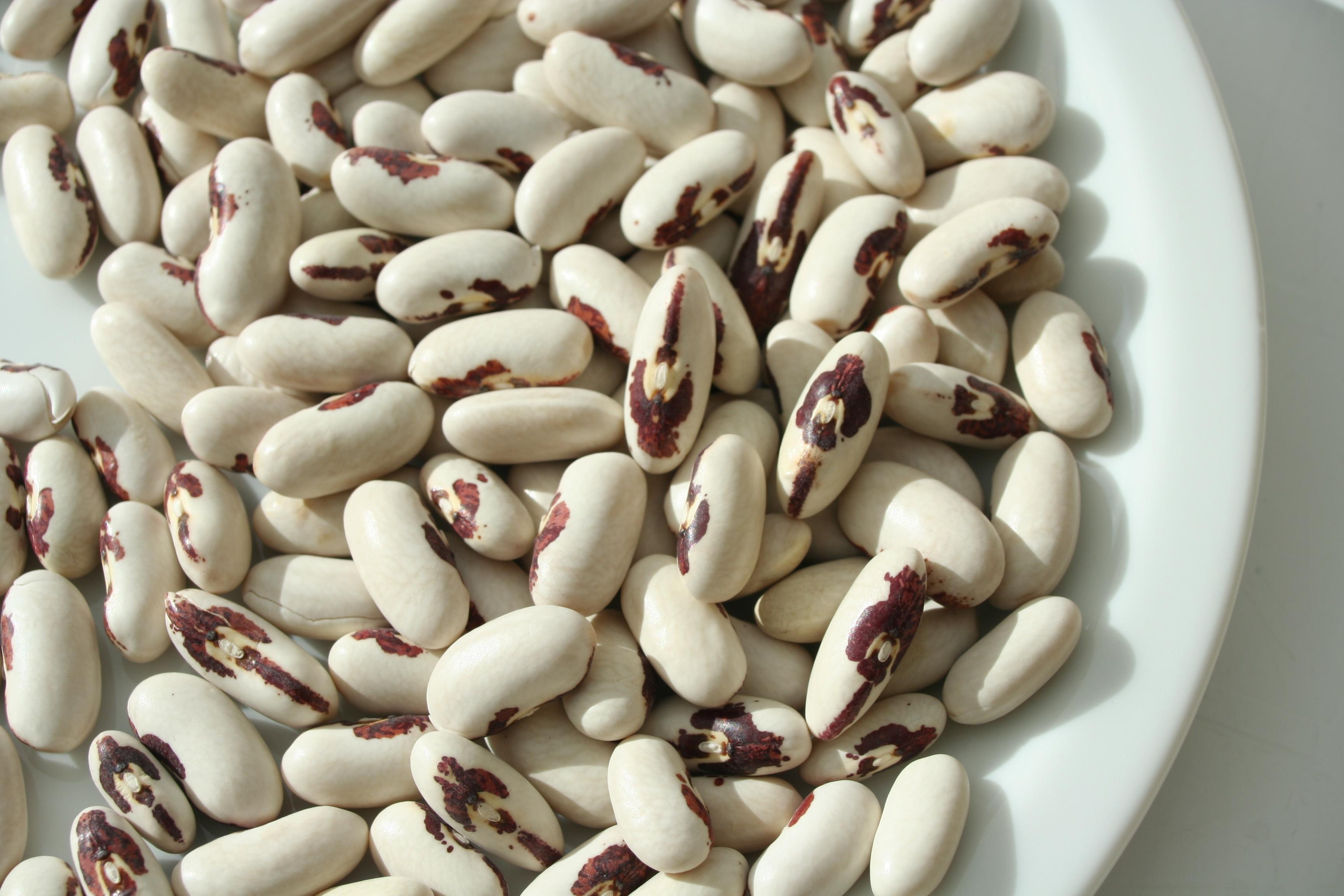
Variété « Nombril de bonne sœur ».

Les haricots du Saint-Sacrement sont une variété de haricots blancs présentant au hile une figure brunâtre évoquant le Saint-Sacrement. On les appelle aussi « haricots du Saint-Esprit » ou « Nombril de bonne sœur ». Plusieurs légendes populaires expliquent leur origine. En Franche-Comté, ils seraient apparus sur des pieds de haricots semés dans un jardin dans lequel un homme avait enterré un ostensoir volé dans la chapelle voisine. Près de Brest, pendant la Révolution, un bedeau aurait semé des haricots blancs par-dessus des vases sacrés enfouis pour les cacher ; l'auréole évoquant l'ostensoir serait apparue sur les graines récoltées. En Ille-et-Vilaine, ils seraient apparus dans un champ de haricots à l'endroit qui avait été traversé par un vicaire portant le Saint-Sacrement.

### Foires et fêtes des haricots
Il existe de nombreuses foires ou fêtes aux haricots dont les plus connues en France sont celle d'Arpajon et celle de Pont-l'Abbé-d'Arnoult où il existe la Confrérie de la Mojhette de Pont-l'Abbé d'Arnoult. La mogette de Vendée, qui bénéficie du label rouge et d'une indication géographique protégée depuis octobre 2010, a de même ses fêtes et sa confrérie dans cette région. On peut citer également la fête du haricot « Soissons et le haricot magique » organisée depuis 2005 par la ville de Soissons soucieuse de promouvoir le haricot de Soissons. Il existe aussi la fête du Haricot tarbais en septembre.

## Calendrier
Le 23e jour du mois de messidor (des moissons) du calendrier républicain ou révolutionnaire français est dénommé jour du haricot, généralement chaque 11 juillet du calendrier grégorien.

## Sources, notes et références